# Église Saint-Georges de Bray
L'église Saint-Georges est une église catholique paroissiale située au  hameau de Bray de la commune de Rully, dans le département français de l'Oise. Cette petite église de plan cruciforme était primitivement à vaisseau unique. Seul le chœur rectangulaire voûté en berceau subsiste de l'église romane bâti aux alentours de 1100. Il fut agrandi d'une travée voûtée d'ogives, au détriment de la nef, vers 1170 / 1180 environ. De cette période, seulement les deux colonnettes à chapiteaux de l'arc triomphal sont dignes d'intérêt. Au cours des années 1260, l'église trouve enfin sa configuration actuelle avec l'adjonction de deux croisillons, qui ne sont pas voûtés, mais munis de fenêtres aux élégants remplages rayonnants. Assez curieux est le double raccordement avec la nef, moyennant des arcades et d'étroits passages entre deux colonnettes, dont celles de 1170 / 1180 et celles ajoutées avec les croisillons, et avec la travée voûtée d'ogives à la fois. Le clocher fut rajouté à l'époque moderne dans l'angle entre le sanctuaire et le croisillon nord, et la nef a été reconstruite sans style particulier. Également remarquable pour sa situation pittoresque sur un tertre rocheux dans la vallée de l'Aunette, l'église Saint-Georges a été inscrite aux monuments historiques par arrêté du 23 février 1951. Elle est affiliée à la communauté de Rully - Raray - Montépilloy de la paroisse Saint-Rieul de Senlis, et accueille une unique célébration eucharistique par an, le jour de l'Ascension.

## Localisation
L'église Saint-Georges est située en France, en région Hauts-de-France et dans le département de l'Oise, dans le Parc naturel régional Oise-Pays de France, sur le plateau du Valois et dans la vallée de l'Aunette, sur la commune de Rully, rue de l'Église, à la sortie sud du village en direction de Barbery. L'église et l'ancien presbytère sont bâtis sur un tertre rocheux, et forment un ensemble pittoresque. Au sud de l'église, s'étend l'ancien cimetière, où subsistent quelques pierres tombales. L'ancien presbytère est mitoyen du mur occidental de l'église. Il convient de ne pas confondre l'église Saint-Georges avec la chapelle de l'ancien prieuré Saint-Victor de Bray, qui se situe après la sortie est du village en direction de Rully.

## Histoire

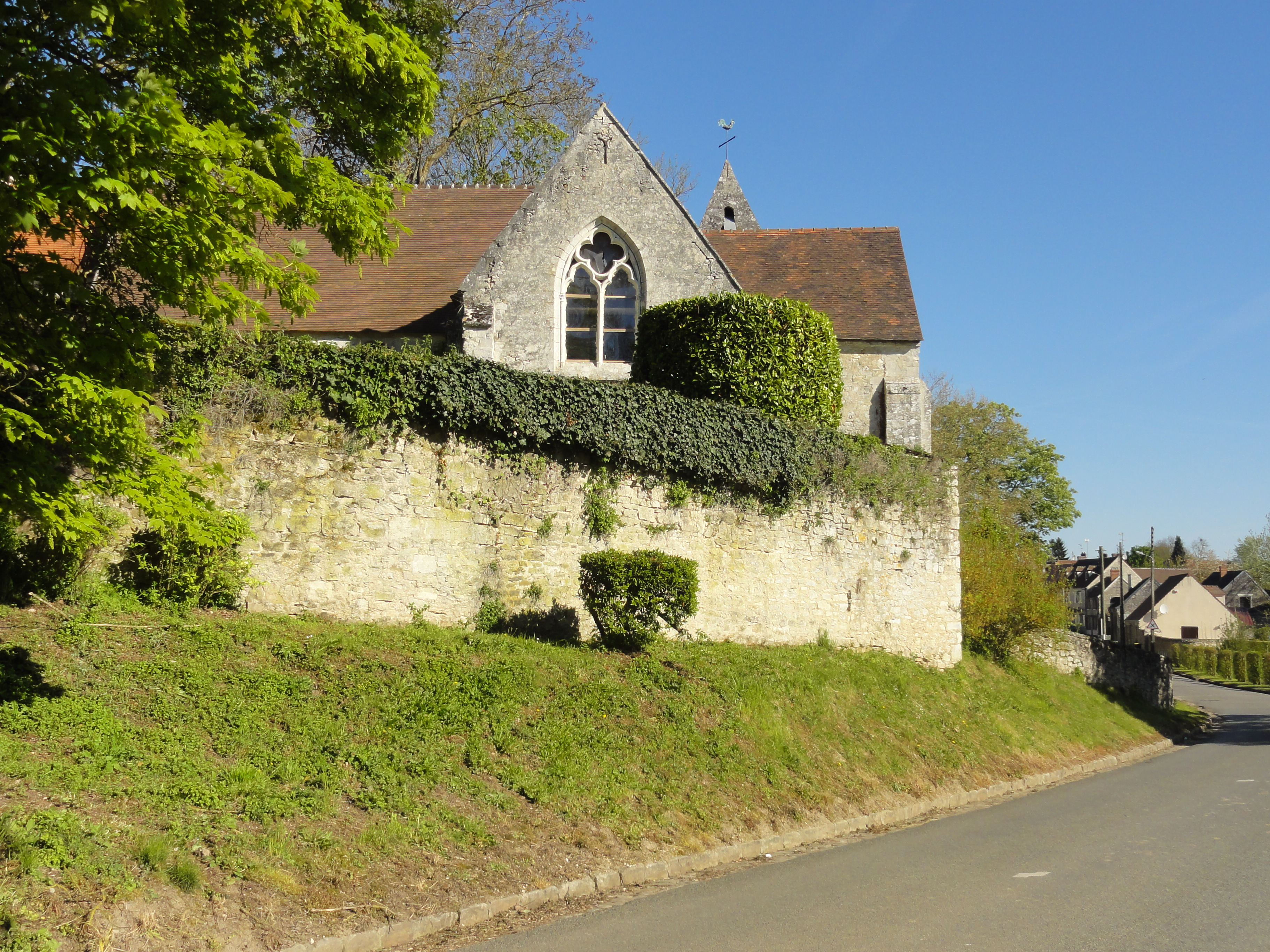
Approche par le sud.

La fondation de la paroisse remonte au moins au troisième quart du XIe siècle. En 1068, Guy de La Tour la donne à parts égales à l'abbaye Saint-Vincent de Senlis et au prieuré Saint-Nicolas d'Acy, sur l'actuelle commune de Courteuil. L'abbé et le prieur nomment alternativement à la cure. Sous tout l'Ancien Régime, la paroisse de Bray relève du diocèse de Senlis, doyenné de Senlis. Son saint patron est saint Georges de Lydda. Il est à noter que depuis 1188, les dîmes de Bray appartient également à l'abbaye Saint-Vincent, grâce au don effectué par Guillaume de Gonesse au moment de sa mort. En tant que gros décimateur, l'abbaye augustine est chargée de la construction et de l'entretien du sanctuaire de l'église. La Révolution française apporte le rattachement du diocèse de Senlis (hormis les paroisses de Survilliers et d'Othis) au diocèse de Beauvais. En 1825, la réunion de la commune de Bray, qui ne compte qu'une centaine d'habitants, à celle de Rully, conduit aussi à la suppression de la paroisse de Bray. L'église Saint-Georges est desservie par le curé de Rully depuis cette date. Depuis la définition de quarante-cinq nouvelles paroisses à l'échelle du diocèse en 1996, elle est officiellement affiliée à la communauté de Rully - Raray - Montépilloy de la paroisse Saint-Rieul de Senlis, et accueille une unique célébration eucharistique par an, le jour de l'Ascension.

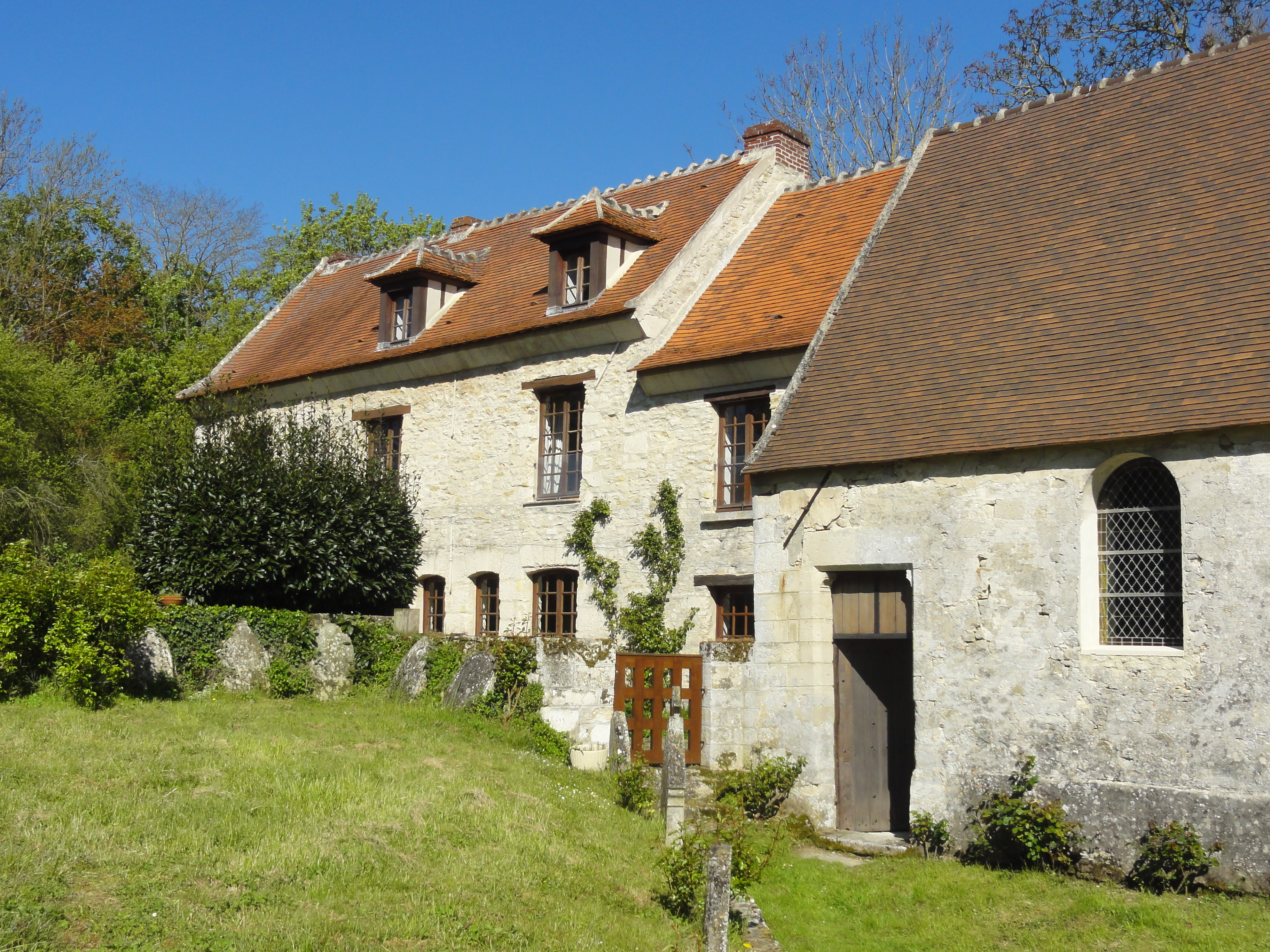
Ancien presbytère et portail.

Rien ne subsiste plus de l'église ou chapelle primitive. La partie la plus ancienne de l'église actuelle est le chœur voûté en berceau plein plein cintre, qui date des alentours de 1100. Ce sanctuaire fait suite à une nef unique, qui a vraisemblablement les mêmes dimensions que la nef actuelle et l'avant-chœur réunis. La nef romane disparaît successivement au gré des modifications apportées à l'édifice. Dans un premier temps, vers 1170 / 1180 selon Pierre-Jean Trombetta, ou à la fin du siècle selon Dominique Vermand, la partie arrière de la nef est recouverte d'une voûte sur croisées d'ogives, et ainsi transformée en avant-chœur. Dans un deuxième temps, deux croisillons sont construits au nord et au sud de l'avant-chœur. Celui-ci étant de très faible profondeur, les croisillons doivent se greffer en même temps sur l'arrière-nef pour ne pas être trop exigus. Les chapiteaux et les bases de leurs fenêtres à remplage permet une datation des années 1260 environ. Si l'on suit Pierre-Jean Trombetta, le raccordement entre les croisillons et la nef se fait d'abord par des arcades beaucoup moins élégantes que celles que l'on voit actuellement. En effet, la disparition presque complète du tore supérieur des bases des colonnettes sur lesquelles ces arcades retombent du côté est indiqueraient la première moitié du XIVe siècle. Mais selon Dominique Vermand, seulement la colonnette du côté nord daterait du XIVe siècle, et serait donc issue d'une reprise en sous-œuvre. Quoi qu'il en soit, deux autres campagnes de construction concernent la construction du clocher et la reconstruction partielle de la nef, à une période qu'aucun auteur ne précise. Les baies en anse de panier du clocher et les baies en plein cintre de la nef permettent seulement de situer ces travaux après la fin de la période gothique, soit à la seconde moitié du XVIe siècle au plus tôt,. Reste en outre à signaler l'agrandissement des fenêtres du chœur. « Bray » […], dit Eugène Müller, « est un endroit trop peu visité. L'église en croix, dressée d'une façon pittoresque sur un escarpement rocheux, n'est point sans intérêt ». En reconnaissance de sa valeur, l'église Saint-Georges est inscrite aux monuments historiques par arrêté du 23 février 1951. Son espace intérieur est restauré par les habitants en 2014 / 2015.

## Description

### Aperçu général

Plan de l'église.

Orientée un peu irrégulièrement, avec une nette déviation de l'axe de l'édifice vers le nord-est du côté du chevet, l'église Saint-Georges répond à un plan symétrique à l'intérieur. La seule exception est constituée par le clocher, qui se situe dans l'angle entre croisillon nord et chœur, mais ne communique avec le reste de l'église que par une porte. L'église se compose sinon d'une nef rectangulaire simplement plafonnée de bois ; d'un avant-chœur peu profond voûté d'ogives ; d'un chœur rectangulaire voûté en berceau ; et de deux croisillons, qui communiquent à la fois avec l'arrière-nef et l'avant-chœur. Ils sont munis de charpentes lambrissées. La sacristie est aménagée dans le croisillon nord, dont le fond est séparé du reste de l'église par une cloison en bois. L'on accède à l'église par le portail au début de la nef, au sud. La nef, les croisillons et le chœur sont recouverts par des toitures à deux rampants avec des pignons aux quatre extrémités. Le clocher est coiffé d'une pyramide de pierre.

### Intérieur

#### Nef

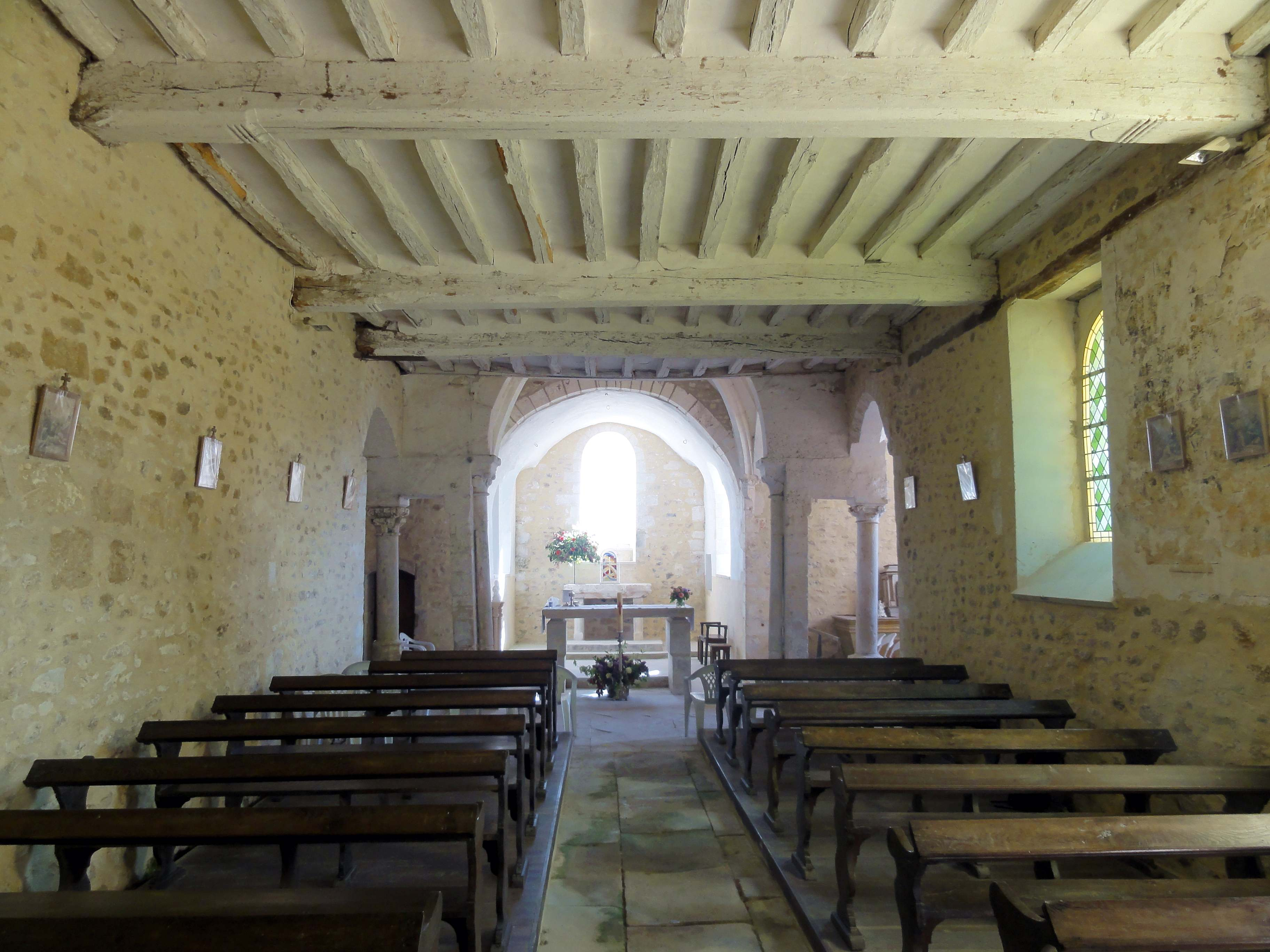
Nef, vue vers l'est.

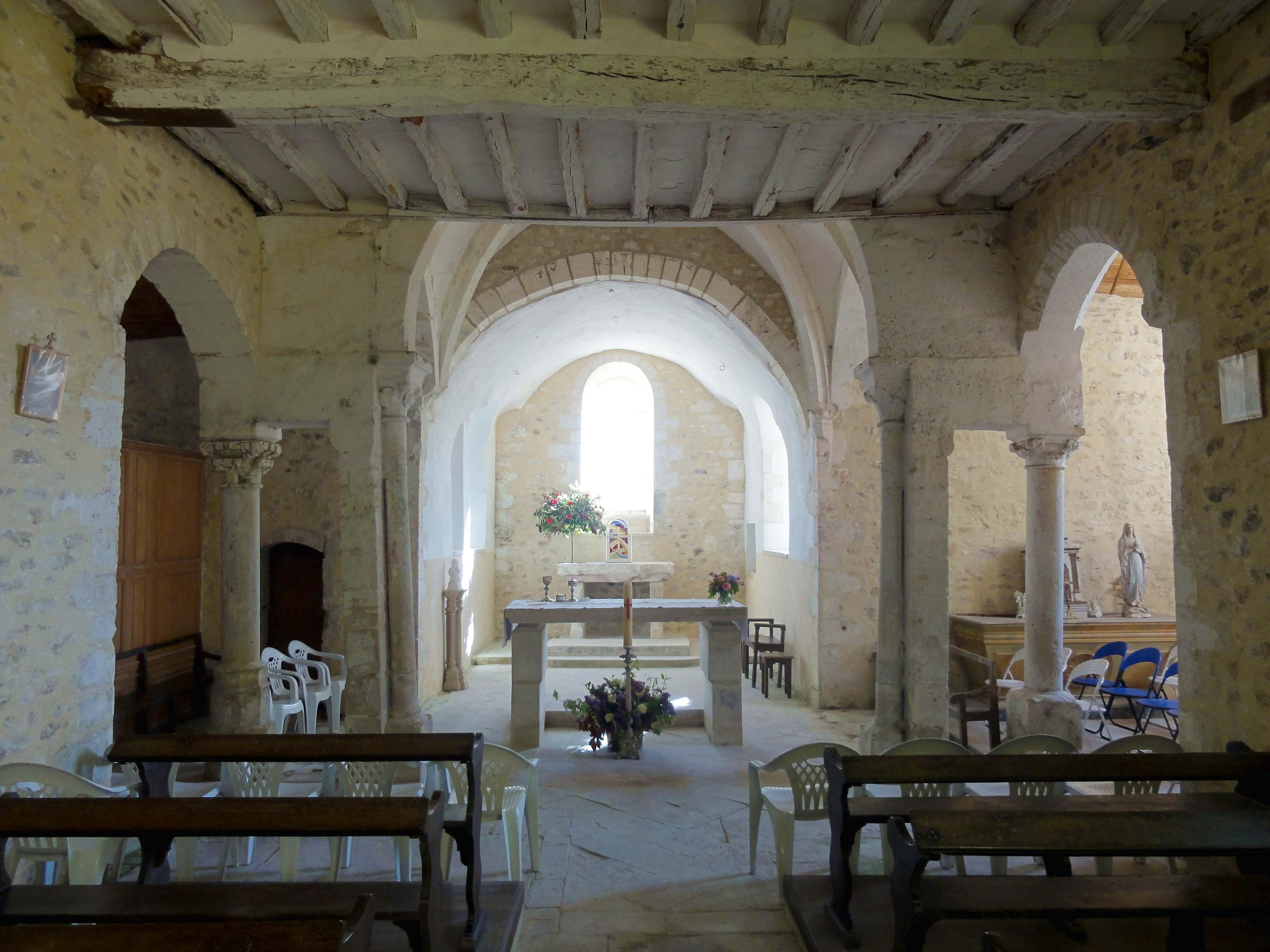
Nef, vue vers l'est.

Hormis son extrémité orientale en contact avec l'avant-chœur et les croisillons, la nef est une simple salle rectangulaire sans véritables signes distinctifs d'un édifice religieux, s'il n'y avait pas les bancs de fidèles et les fonts baptismaux, dans l'angle nord-ouest. Des ouvertures n'existent qu'au sud. Ce sont la porte, au début du mur près du mur occidental, et les deux fenêtres. La forme des baies n'est pas la même qu'à l'extérieur. Un arc de décharge en anse de panier se superpose au linteau horizontal monolithique visible à l'extérieur, et les ébrasements intérieurs des baies en plein cintre sont rectangulaires. Au milieu du mur occidental, mitoyen de l'ancien presbytère, l'on note une porte bouchée assez haute et étroite, avec un arc en mitre. Son encadrement est réalisé en pierres de moyen appareil. Sinon, les murs sont constitués de moellons irréguliers noyés dans un mortier. Ils étaient destinés à être enduits, et l'enduit a été conservé sur le trumeau séparant les deux fenêtres. Diverses traces de peinture s'y superposent, dont les restes d'une litre funéraire. Le décapage des murs n'a révélé aucune trace d'une ancienne fenêtre au nord, ni du reste des ruptures qui pourraient indiquer la limite entre les éventuelles parties romanes et les parties modernes. Le sol est pavé de grosses dalles en pierre calcaire, et montrent de fortes traces d'usure. Il pourrait s'agir d'anciennes dalles funéraires découpées. Le plafond horizontal est formé par quatre grosses poutres, dont certaines sont anciennes et décorées de moulures à leurs extrémités, des solives et un plancher de lattes. En l'absence d'une tourelle d'escalier, une trappe près des fonts baptismaux permet d'accéder au comble moyennant une échelle.
Tout ce que la nef offre d'intéressant est le double raccordement avec les croisillons. À l'instar de la quasi-totalité des nefs uniques non destinées à être voûtées, elle est plus large que le chœur. Lors du prolongement du chœur vers l'ouest, la travée voûtée d'ogives fut prise sur l'emprise de la nef, mais ramenée à la largeur du chœur, tout en conservant les murs orientaux de l'ancienne nef (intégrés dans les murs orientaux des croisillons, ils sont visibles depuis l'extérieur). Avant l'adjonction des croisillons environ soixante à quatre-vingt ans plus tard, l'arc triomphal ouvrant sur l'avant-chœur nouvellement voûté était donc flanqué de deux pans de mur. Dans la plupart des églises romanes où des croisillons ou chapelles furent ajoutés de part et d'autre du chœur, l'on se contenta de percer ces murs de simples passages berrichons, comme par exemple à Arthies, Belle-Église, Heilles, Marquemont, Nogent-sur-Oise ou Villers-sous-Saint-Leu. Parfois, comme à Ableiges et Moussy, ces passages sont ménagés dans les murs latéraux, et non dans les murs qui cantonnent l'arc triomphal ouvrant sur le chœur. La disposition que l'on voit à Bray, avec des arcades latérales et des passages rectangulaires à côté de l'arc triomphal à la fois, est assez unique dans un édifice aussi simple. Selon Dominique Vermand, elle est inspirée de l'église de Rully, où les croisillons se composent toutefois de deux travées, de sorte que chacune des arcades depuis la nef ouvre sur une travée différente. Seules les arcades latérales servent à la circulation des fidèles. Les deux étroits passages à côté de l'arc triomphal ont pour mission d'assurer la continuité visuelle entre les différentes parties de l'église. Les deux colonnettes à chapiteaux par passage appartiennent aux campagnes de construction de l'avant-chœur et des croisillons (voir ci-dessus).

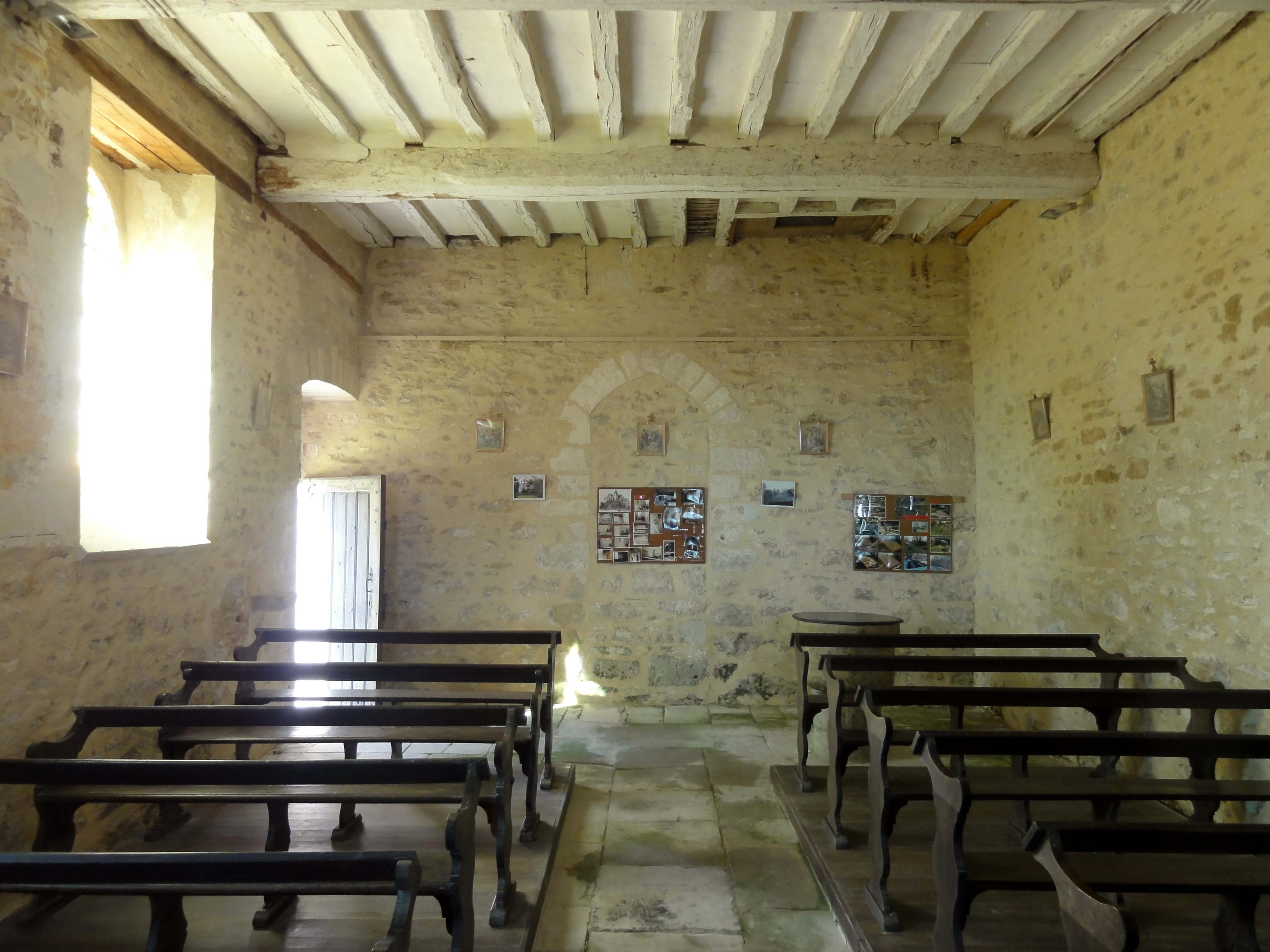
Vue vers l'ouest.
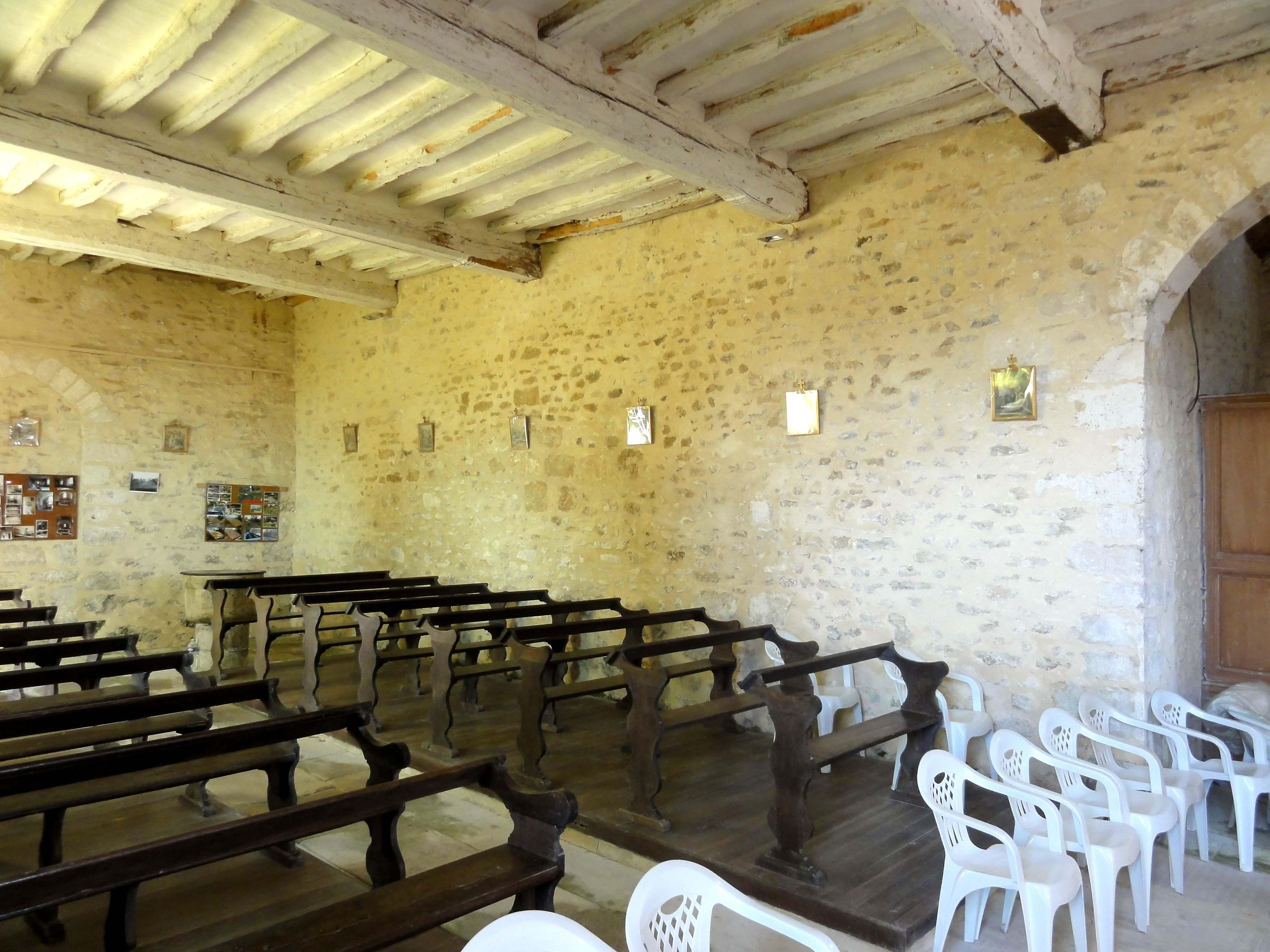
Vue vers le nord-ouest.
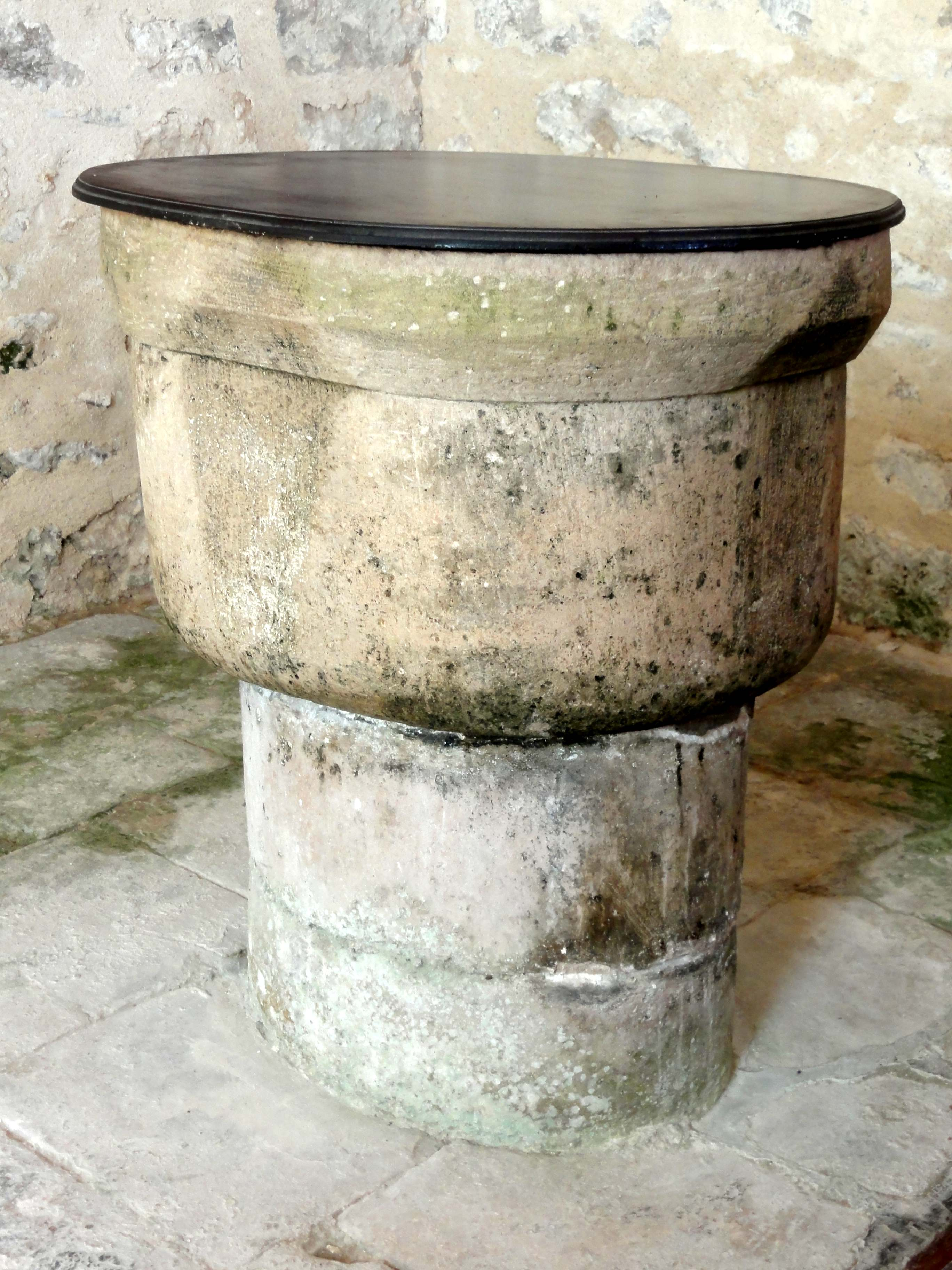
Fonts baptismaux.
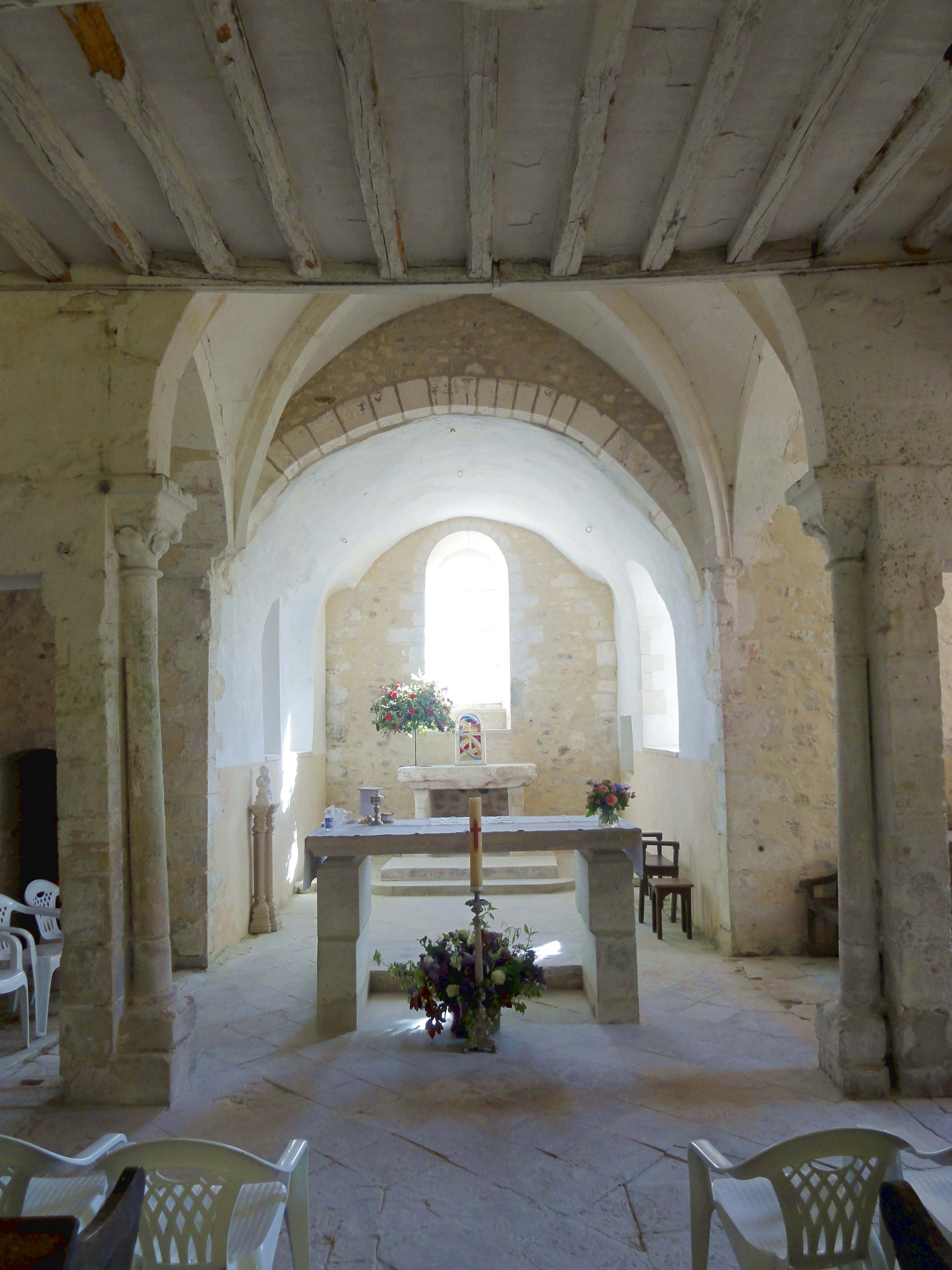
Vue vers l'est.
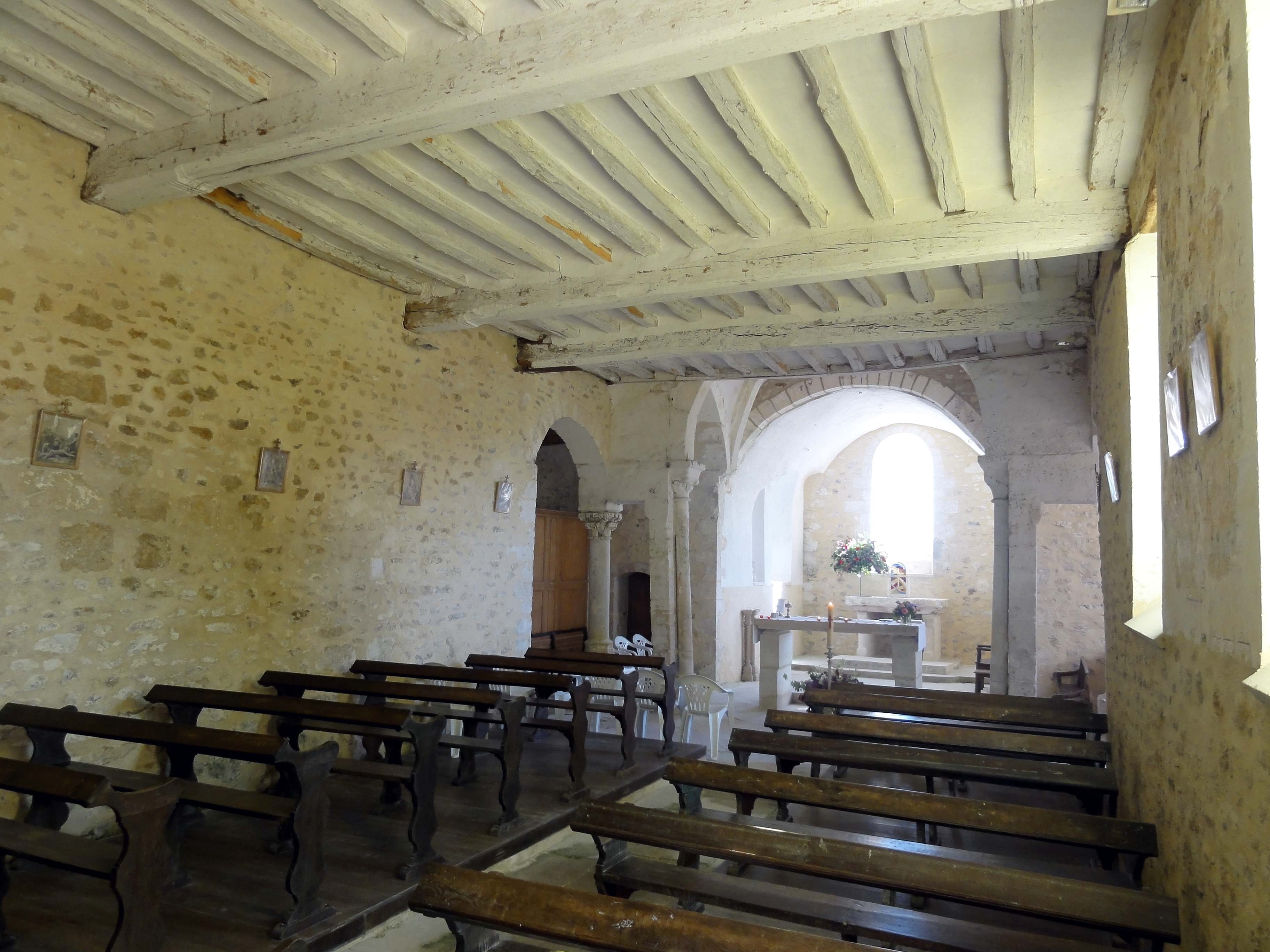
Vue vers le nord-est.
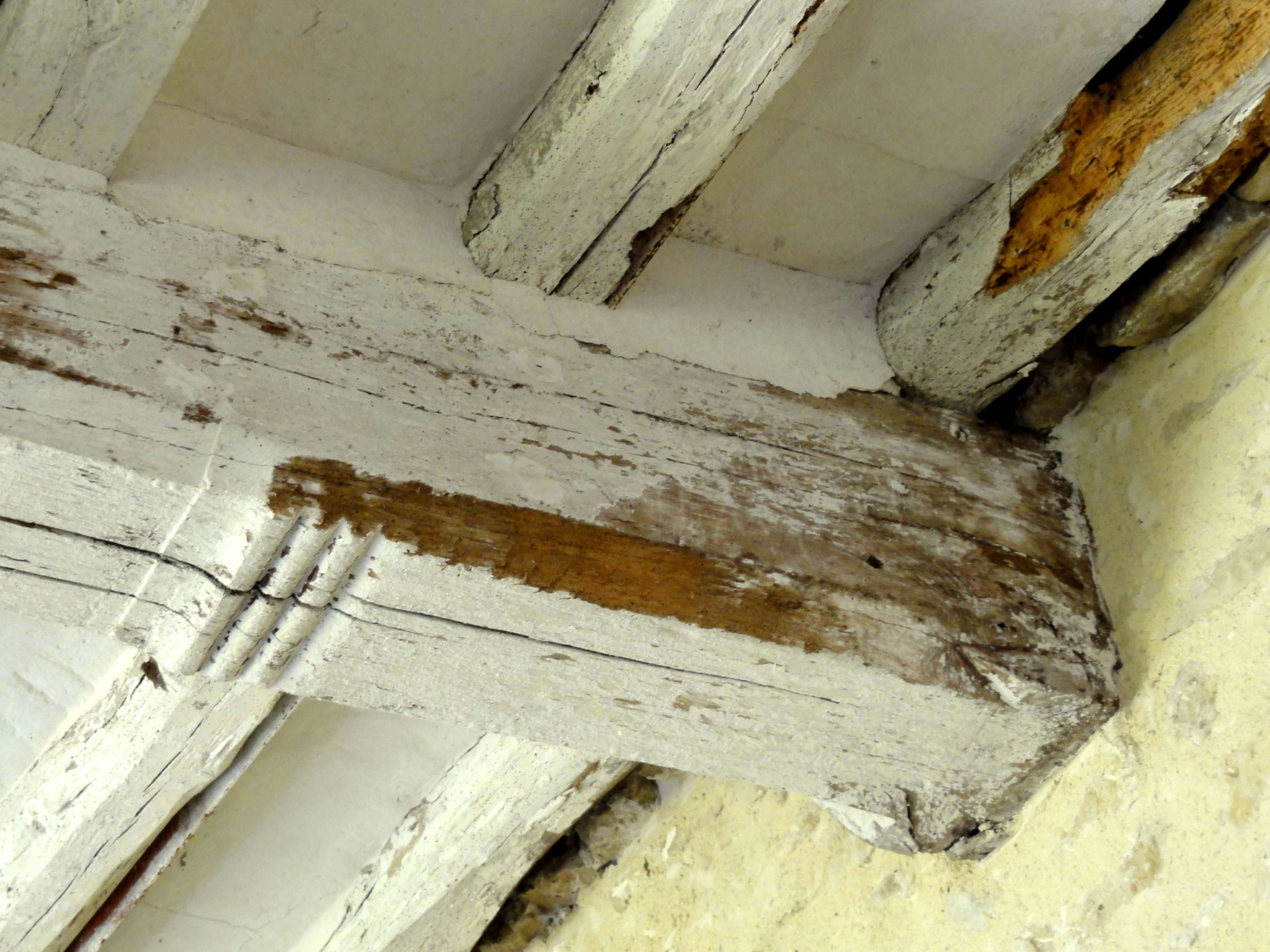
Détail d'une poutre.

#### Chœur

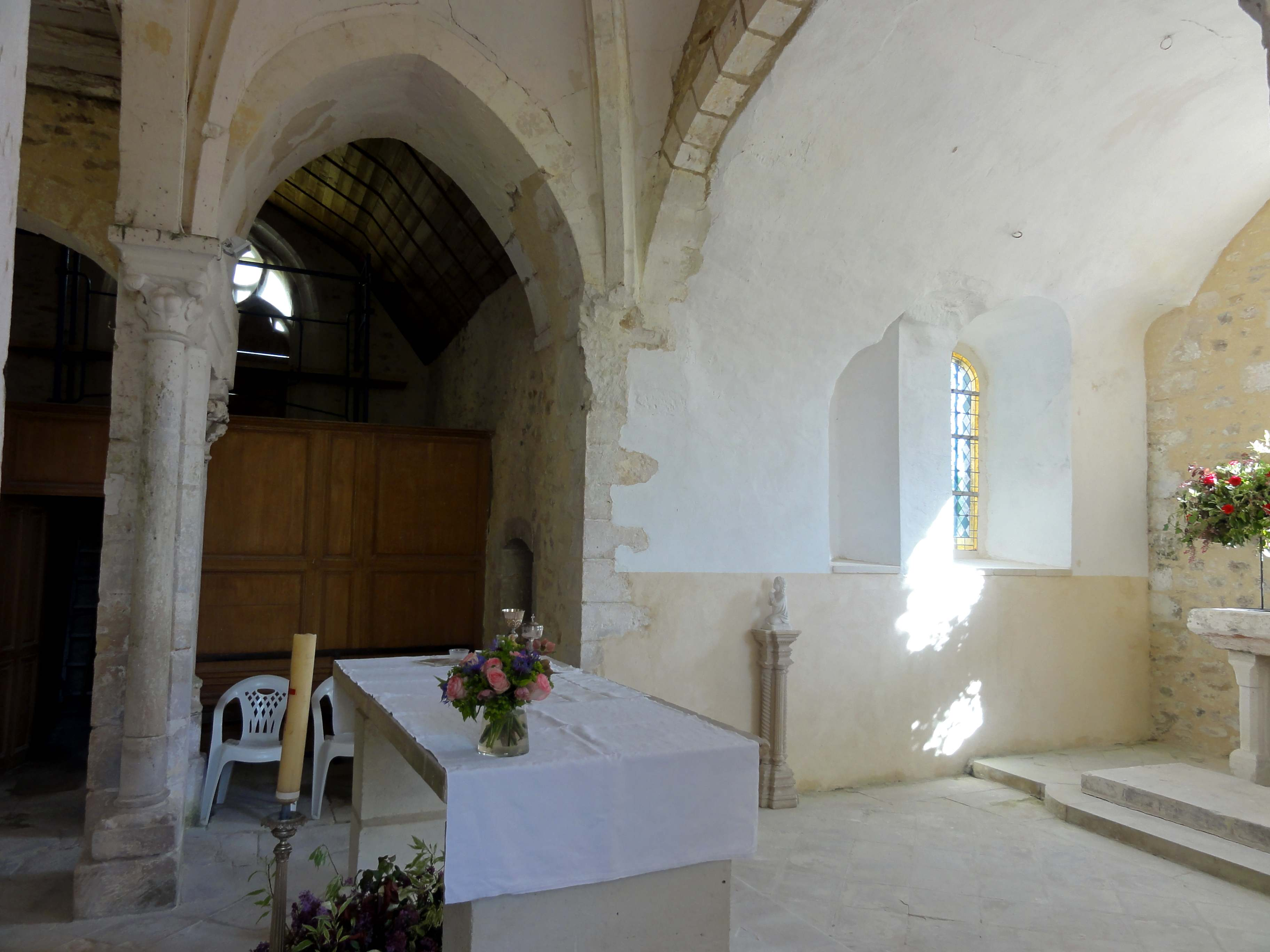
Chœur, vue vers le nord.

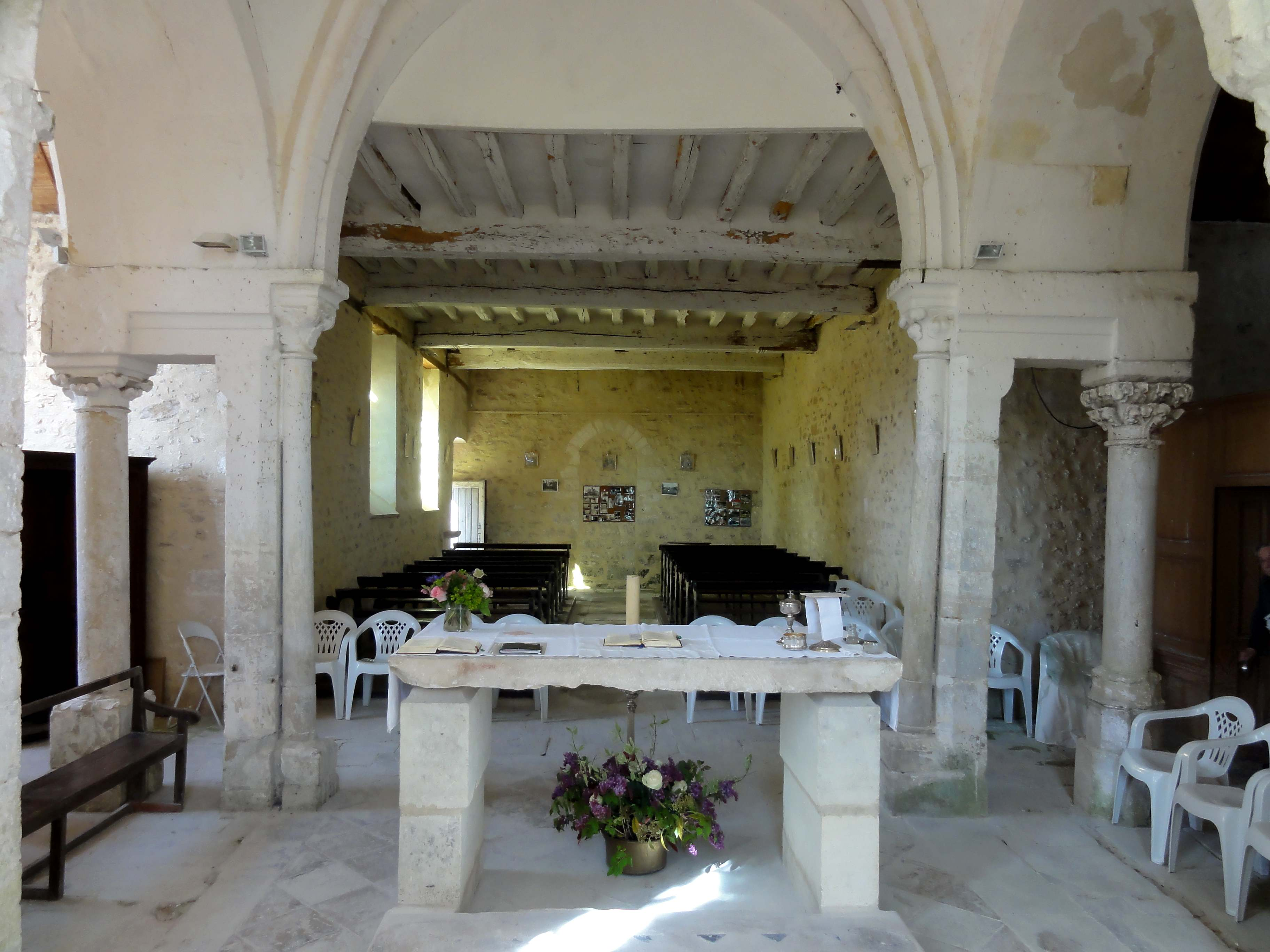
Chœur, vue vers l'ouest.

Le chœur se compose de deux travées fondamentalement différentes, qui ont pour seul point commun la largeur. Cette particularité est partagée avec de nombreuses églises de la région, car la première travée du chœur, qui coïncide régulièrement avec la croisée du transept, sert souvent de base à un clocher central. Ce n'est pas le cas à Bray, dont l'église ne possédait apparemment pas de clocher construit en dur au Moyen Âge. Les deux piliers libres qui supportent la voûte d'ogives de l'avant-chœur sont du reste beaucoup trop grêles pour supporter une charge supplémentaire à celle de la voûte. Ces deux piliers se composent chacun d'une colonnette en délit avec chapiteau et base, et d'un pilier carré aux arêtes frontales taillées en biseau, qui épaule la colonnette. Pierre-Jean Trombetta pense que ces piliers, qui remplacent les murs contre lesquels les colonnettes s'appuyaient initialement, auraient été ajoutés après la création des passages vers les croisillons, mais le faible diamètre des colonnettes donne plutôt à penser que les piliers furent montés au moment même de la création des passages. Ils appartiennent en tout cas à la campagne de construction des croisillons (voir ci-dessous). Quant aux colonnettes, elles sont d'une facture élégante, car plus fines que des colonnettes appareillées prévues pour la même charge. Leurs tailloirs accusent un profil simple composé, du haut vers le bas, d'une plate-bande largement débordante, d'un cavet, d'un faible ressaut et d'une seconde plate-bande en retrait par rapport au cavet. Leurs chapiteaux, aux corbeilles largement évasées vers le bas, sont sculptés de deux rangs de crochets (au nord) et de deux rangs de feuilles polylobées de types différents (au sud). Leurs bases se composent, du haut vers le bas, d'un petit tore angulaire ; d'une scotie largement ouverte ; et d'un gros tore très aplati, qui est flanquée de griffes aux angles. Chaque base repose sur un socle cubique. D'une facture beaucoup plus rustique est la voûte. Ses ogives affectent un profil carré aux arêtes entaillées d'un cavet (et non abattus, comme l'affirme Trombetta). Ses arc-doubleaux se résument à de simples rangs de claveaux non moulurés. Il n'y a pas de chapiteaux ou culs-de-lampe, pas de doubleau, ni même de formeret à l'est, bien que la voûte en berceau de la partie romane du chœur soit moins élevée. Une portion de mur est donc visible au-dessus de cette voûte. La clé de voûte est sculptée d'une petite rosace.
La deuxième travée du chœur, assez profonde, est notamment caractérisée par son voûtement en berceau plein cintre. Les chœurs sont souvent voûtés en berceau à la période romane, mais peu d'exemples se sont conservés dans la région, où l'essor de l'architecture gothique est allé de pair avec la reconstruction de la plupart des chœurs romans. Restent encore Asnières-sur-Oise, Catenoy, Labruyère, Laigneville, Monchy-Saint-Éloi, l'ancienne chapelle du manoir de Rouffiac à Pontpoint, Rieux, Saint-Clair-sur-Epte, Santeuil, la chapelle de la Vierge de Saint-Vaast-de-Longmont, etc., sans mentionner les bases de clocher. Les voûtes en berceau de la fin de la période romane sont déjà en arc brisé, ce qui n'est pas le cas à Bray, et retombent généralement sur des impostes parfois moulurés ou gravés de motifs simples, ce qui n'est pas non plus le cas à Bray. Ces constates amènent sans doute Dominique Vermand à proposer une date de construction aux alentours de 1100. Des reprises ont été effectuées depuis. Au chevet, la lunette de la voûte se caractérise par deux très petits arcs en plein cintre qui flanquent l'arc principal. La baie du chevet est moderne, et la baie latérale sud, en arc brisé, est probablement gothique. Au nord, l'ébrasement de la fenêtre d'origine subsiste encore pour moitié. Cette fenêtre a été repercée plus à l'est après la construction du clocher, qui obture la fenêtre primitive. La piscine dans une niche rectangulaire, au sud, est sans caractère.

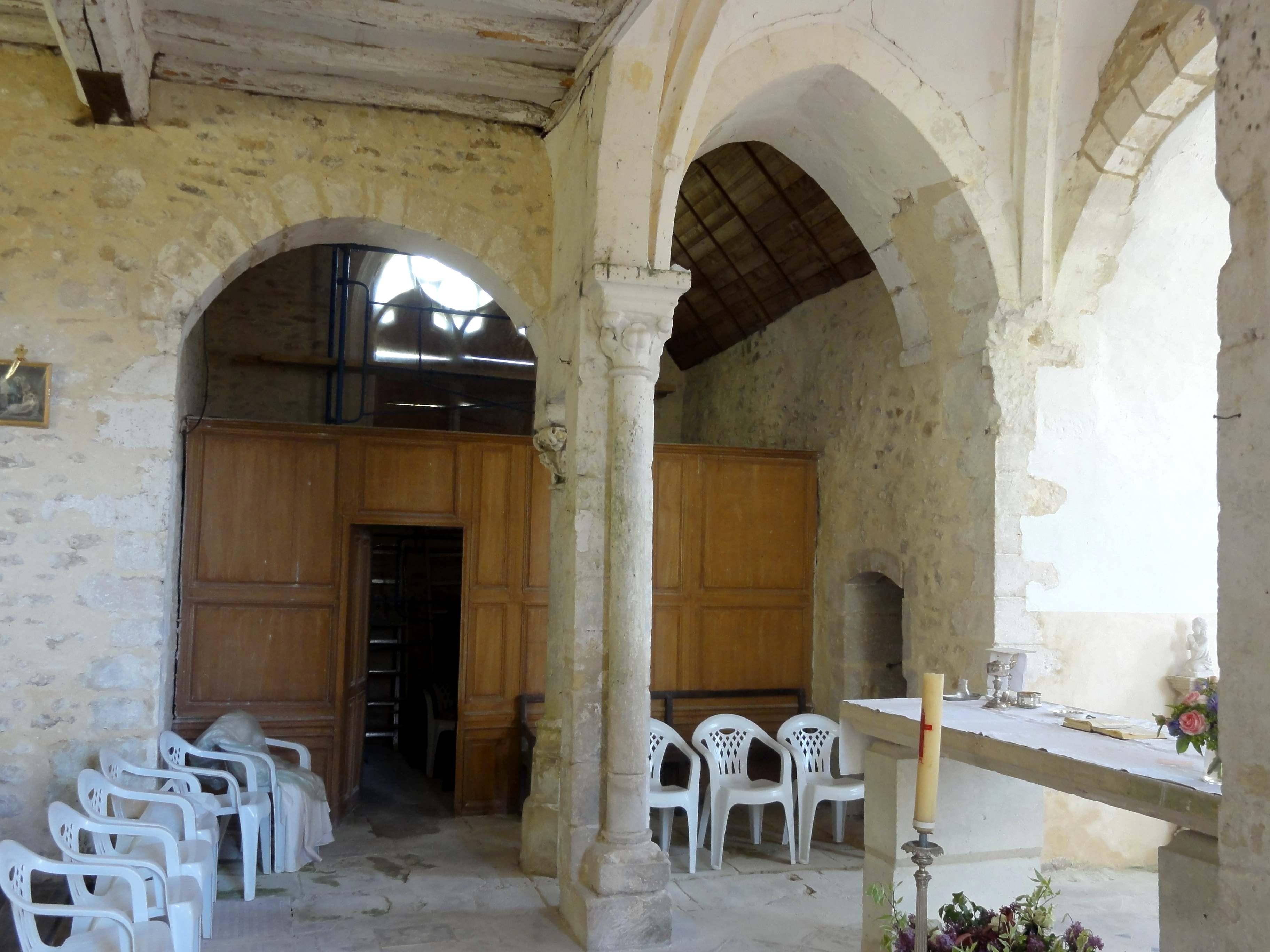
Vue vers le nord.
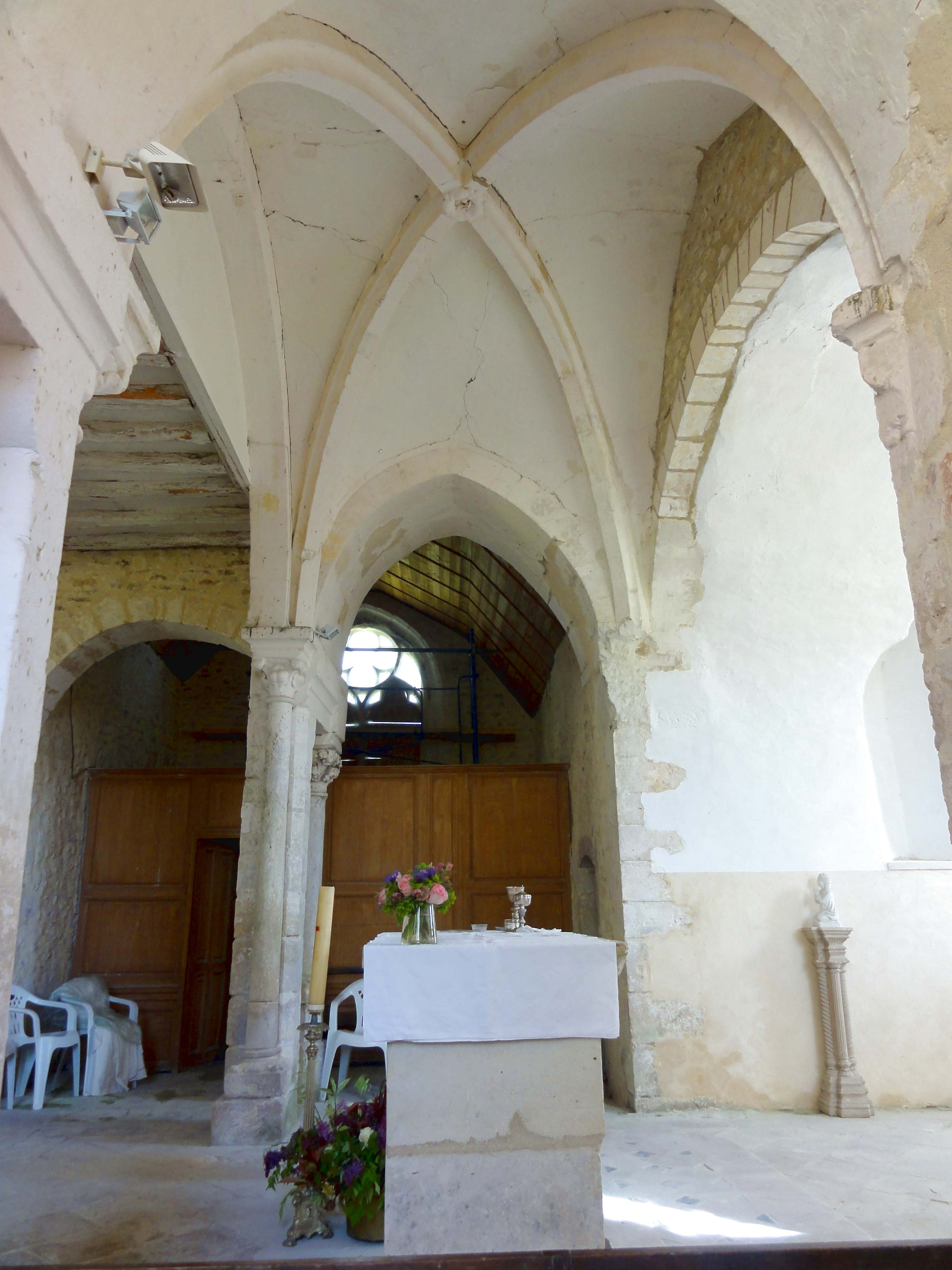
Vue vers le nord.
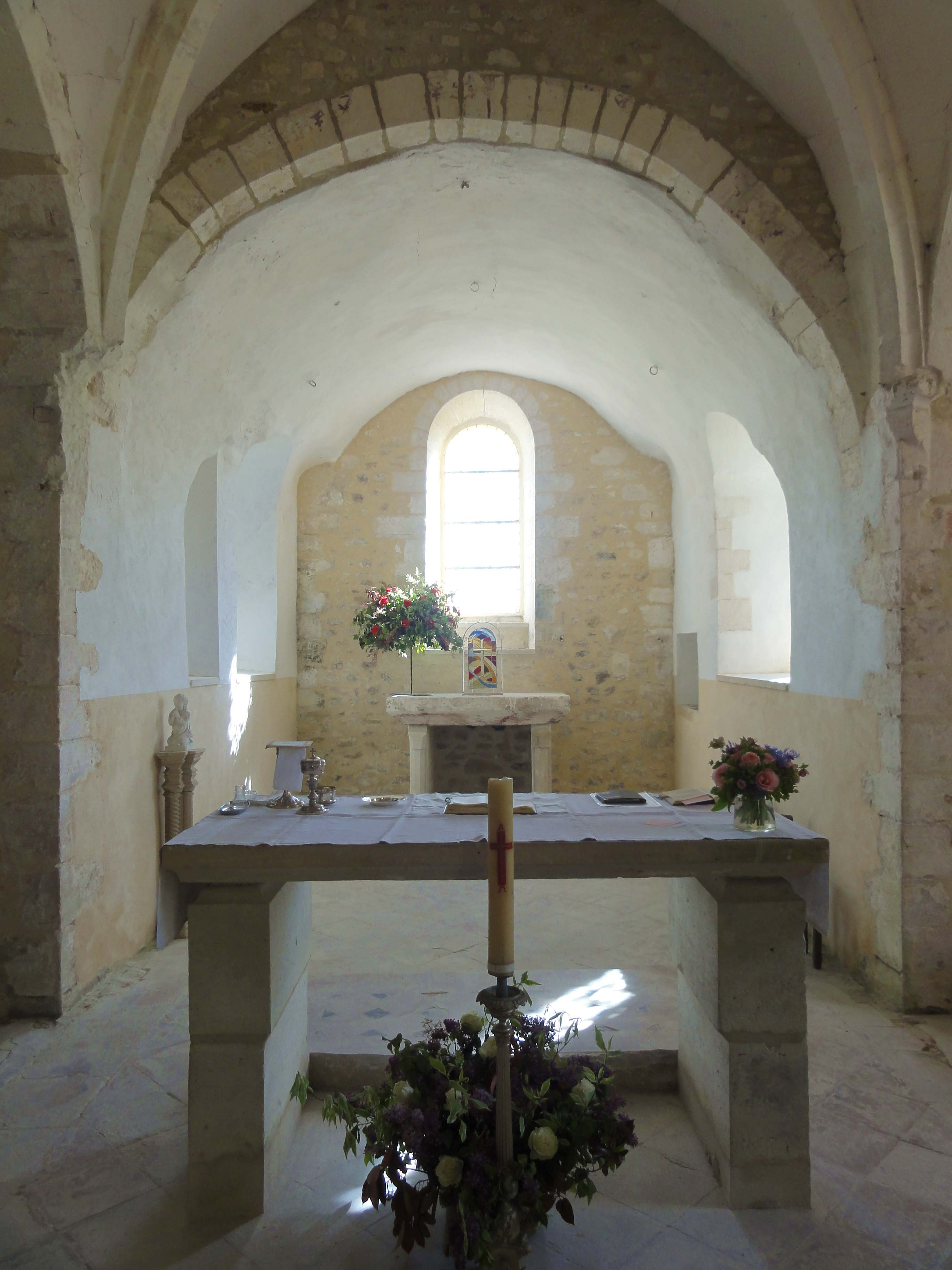
Vue vers l'est.
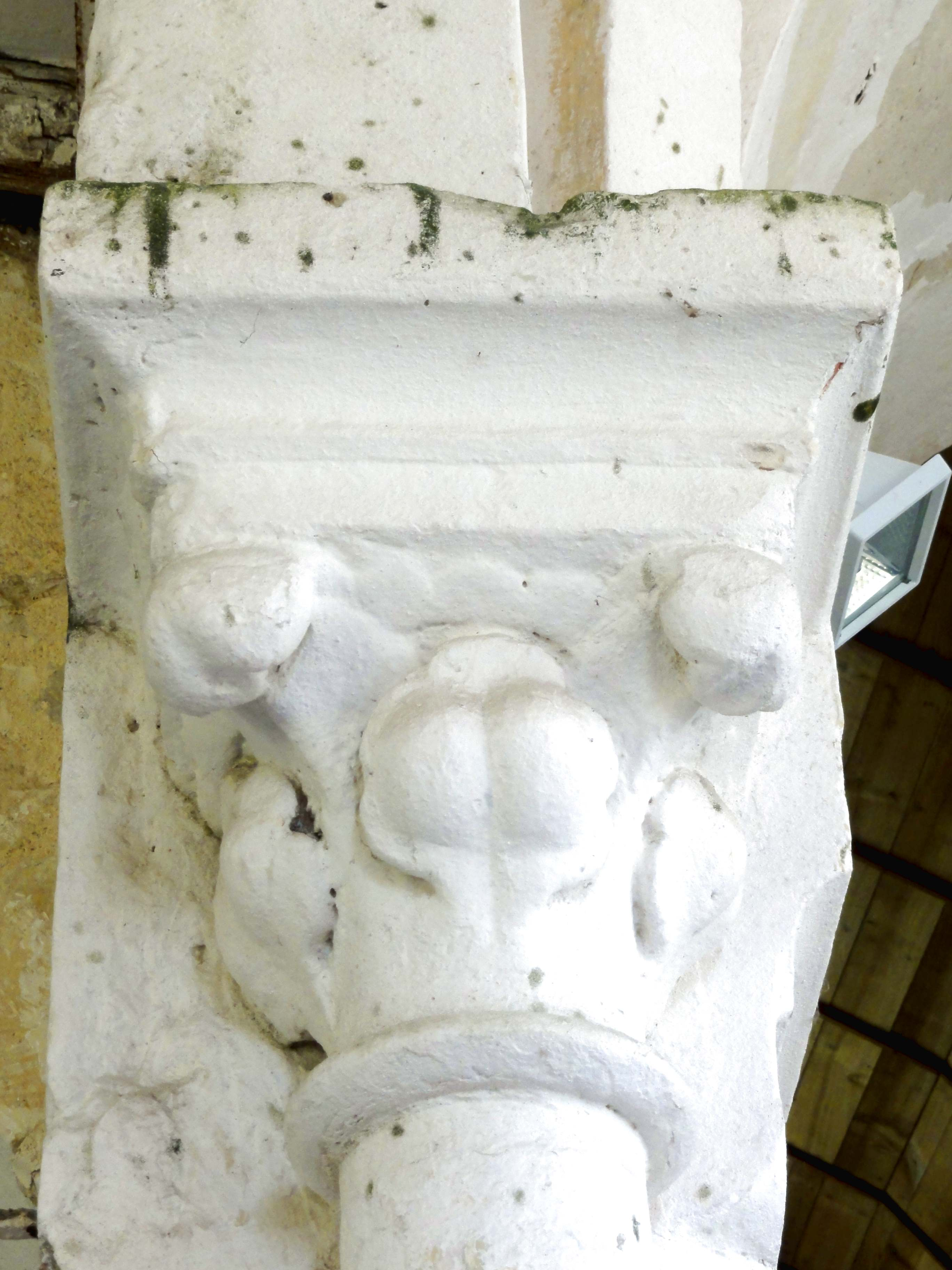
Chapiteau côté nord.
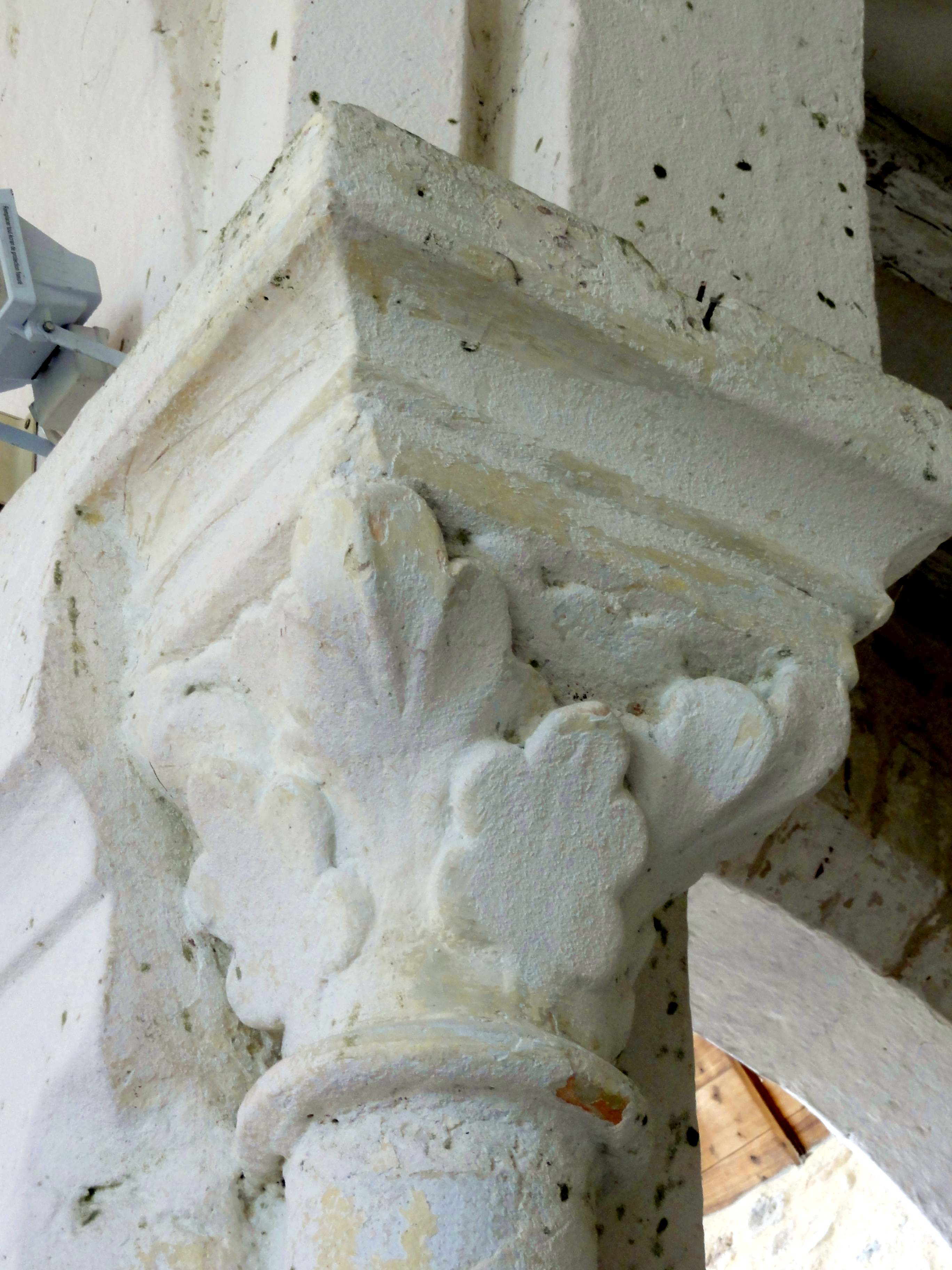
Chapiteau côté sud.
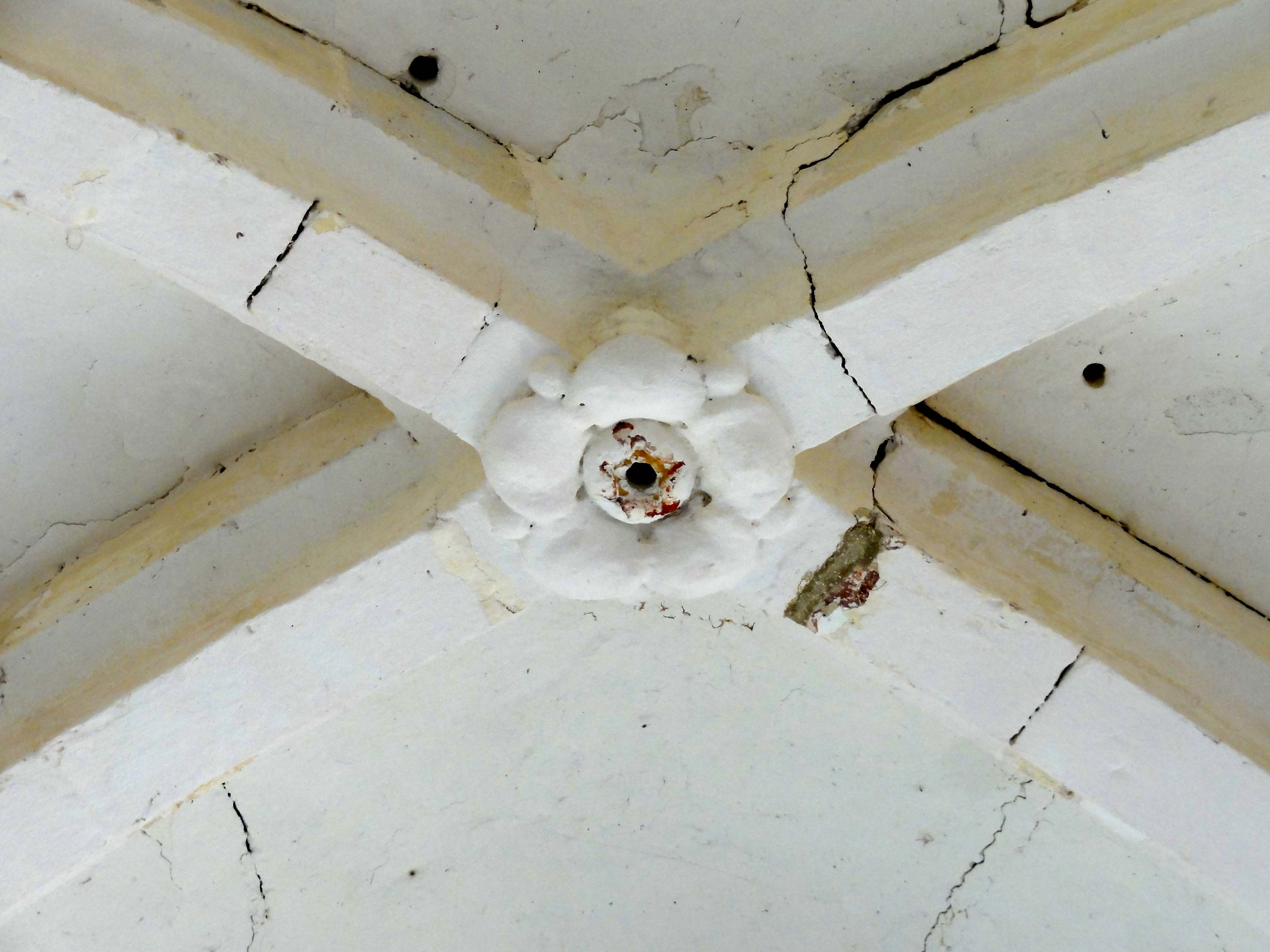
Clé de voûte.

#### Croisillons

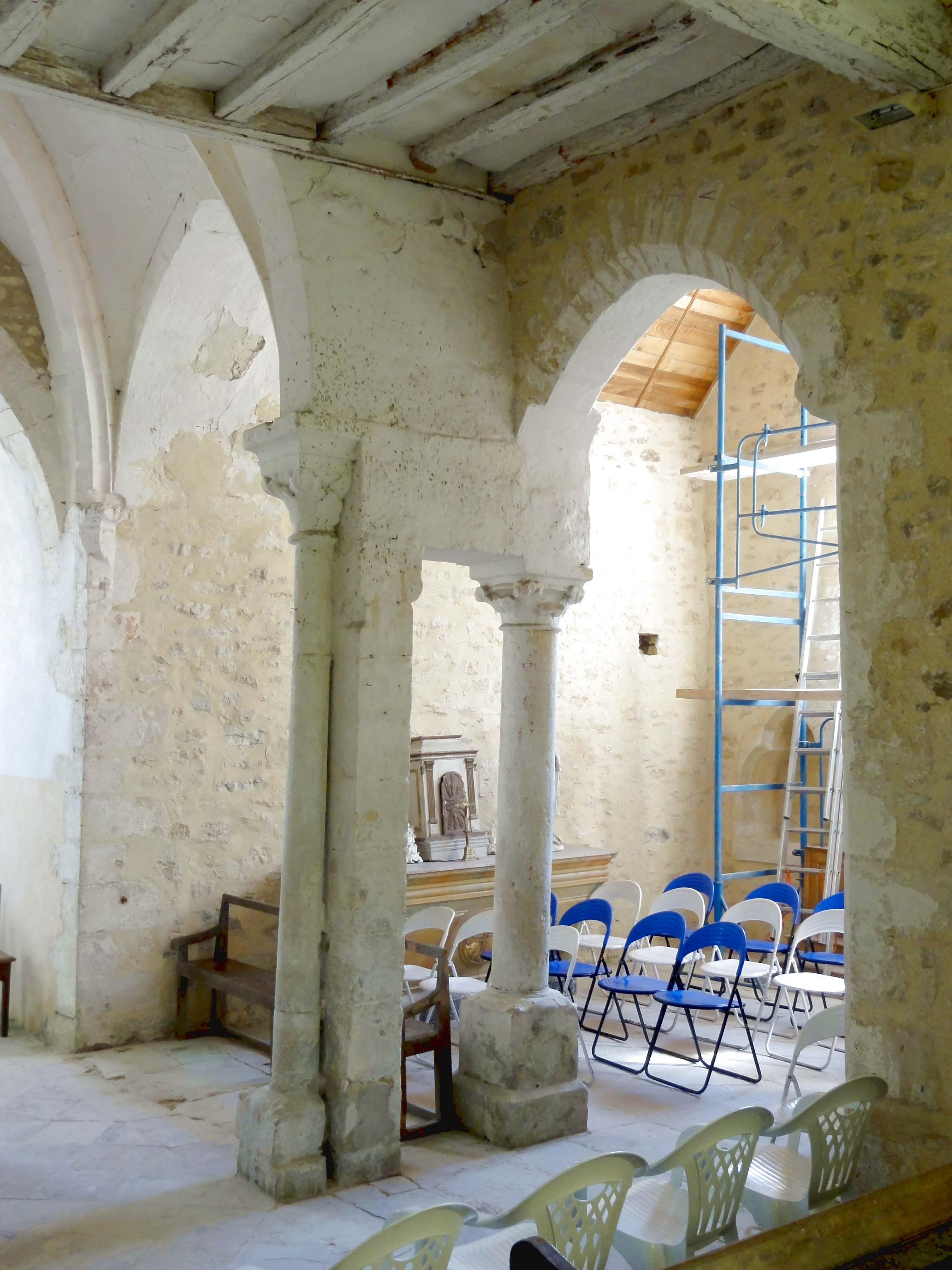
Nef, vue vers le sud-est dans le croisillon sud.

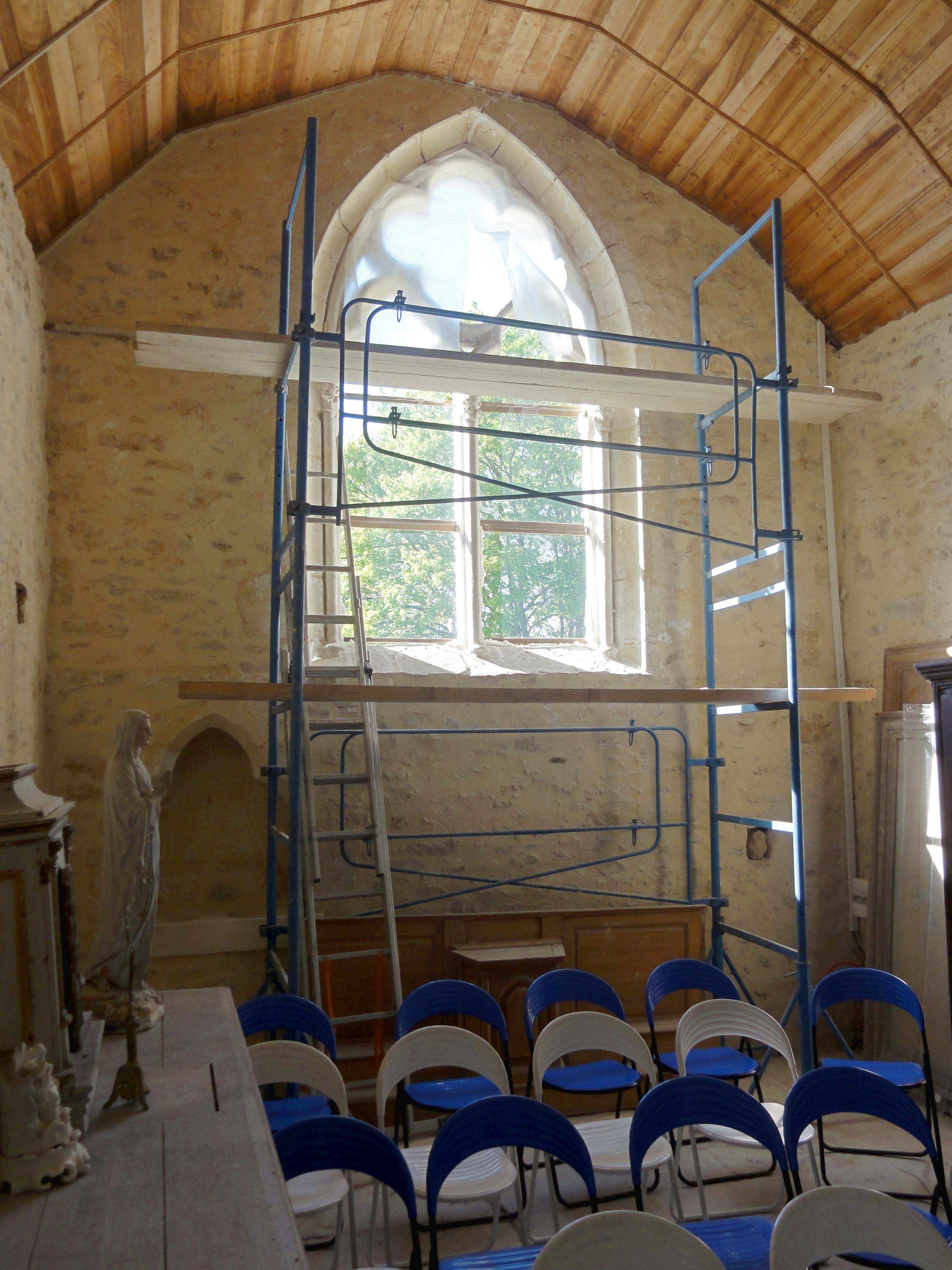
Croisillon sud, vue vers le sud.

Les doubles raccordements avec la nef ont déjà été signalés, et les colonnettes à chapiteaux de l'arc triomphal qui flanquent les étroits passages à l'extrémité orientale de la nef ont été décrites dans le contexte de la première travée du chœur, dont elles font partie. Aux doubles raccordement, s'ajoutent bien sûr les arcades vers l'avant-chœur. Il convient d'insister sur la nature de ces différentes arcades et passages avant de revenir vers les uniques supports édifiés dans le contexte de la création de ces raccordements, lors de l'édification des croisillons. Tout d'abord, les arcades vers la nef au sud du croisillon nord et au nord du croisillon sud sont respectivement en cintre surbaissé et en arc brisé surbaissé, et non moulurées. Leurs arêtes ne sont pas non plus chanfreinées. Les supports font également défaut du côté ouest. Il y a seulement un rang de têtes de clous à la retombée ouest de l'arcade du croisillon sud. Ensuite, les passages à l'extrémité orientale de la nef, de part et d'autre de l'arc triomphal, s'ouvrent sur un linteau horizontal massif, qui est engagé dans un massif carré au-dessus des colonnettes à chapiteaux isolées contemporaines des croisillons d'un côté, et repose sur les piliers carrés, munis d'un tas de charge à cet effet, de l'autre côté. Enfin, les arcades faisant communiquer les croisillons avec l'avant-chœur sont constituées de courtes sections voûtées en berceau brisé, qui englobent les doubleaux au nord et au sud de la voûte d'ogives. Les voûtes en berceau reposent sur les linteaux du côté ouest, et se fondent directement dans les murs orientaux des croisillons du côté est. Les restes d'un tailloir sont toutefois visibles à l'est de l'arcade du croisillon nord.
Les colonnettes qui supportent, avec celles de la fin du XIIe siècle, les linteaux des passages vers la nef, et à la fois les arcades vers la nef et le chœur, se rattachent au style gothique rayonnant, tout comme les fenêtres aux extrémités des croisillons. Rares sont les colonnettes isolées de cette période entre 1260 et le milieu du XIVe siècle, puisque l'une des caractéristiques du style rayonnant est l'amincissement des fûts conduisant à leur multiplication. En l'occurrence, les colonnettes isolées sont plus fortes et moins élevées que leurs homologues des années 1170 / 1180, ce qui s'explique par l'absence de tout rapport avec un voûtement d'ogives, qui est en principe de rigueur à la période rayonnante, avec l'exception notable de la chapelle de Tillard. Le plus fort diamètre permet ici de renoncer à un pilier en maçonnerie pour seconder la colonnette. Les chapiteaux sont assez différents. Comme leurs homologues de la fin du XIIe siècle, elles ont des corbeilles fortement débordantes. Au nord, la corbeille est sculptée de deux rangs de maigres feuilles bien fouillées dans le goût de la fin du XIIIe siècle et du XIVe siècle, et le tailloir est une simple tablette biseautée, comme fréquemment à cette époque. Au sud, la corbeille est sculptée de crochets dans le goût du milieu du XIIIe siècle, et le tailloir, plus affirmé, affiche une plate-bande et un cavet. Les auteurs sont unanimes pour dater la base de la colonnette du nord du XIVe siècle, car le tore supérieur a presque disparu, et la partie supérieure du haut socle octogonal est galbée, comme il deviendra la règle à la période flamboyante. La base de la colonnette du sud se rattache tout au contraire à la première période gothique en raison de ses griffes d'angle. Elles sont composées d'un petit et d'un grand tore très aplatis, et ne comportent pas de scotie. Aucun auteur n'explique cet anachronisme.
Les fenêtres au sud et au nord sont munis de réseaux de style gothique rayonnants très élégants. Assez rare est cette présence de fenêtres à remplage dans les églises rurales aussi simples. Dans l'église d'Éméville, qui date de la fin du XIIIe siècle, une unique baie est munie d'un remplage, du reste plus sommaire qu'à Bray. Les deux fenêtres présentent une modénature identique. Les meneaux sont garnis d'un tore, et fusionnent aux points de contact. Seulement les meneaux latéraux portent de petits chapiteaux, dont la sculpture rappelle la colonnette isolée du nord. Le meneau qui constitue le trumeau entre les deux lancettes affecte un profil aigu. Les bases évoquent une fois de plus celle de la colonnette isolée du nord. Les réseaux eux-mêmes appartiennent à deux types fondamentalement différents. Au sud, deux lancettes terminées en trilobe sont surmontées d'un quatre-feuilles. Selon Pierre-Jean Trombetta, ce type de réseau apparaît vers 1231 dans l'église Saint-Nicaise de Reims. Au nord, les trilobes s'inscrivent dans des lancettes, et le quadrilobe, dans un cercle ou oculus. Ces réseaux inscrits ne se répandent qu'au cours des années 1260. Étant donné les caractéristiques tout aussi différents des chapiteaux et bases des colonnettes isolées, il sera peut-être plus logique d'admettre que le croisillon nord soit postérieur à son homologue du sud tout en entier que de suggérer une reprise en sous-œuvre de la colonnette du nord, comme le fait Dominique Vermand. Tout ce qui mérite sinon d'être signalé dans les croisillons sont la porte du clocher, dans le mur oriental du croisillon nord, et une piscine dans une niche à arc trilobé, aux arêtes chanfreinées et sans autre décoration, à droite du mur sud,.

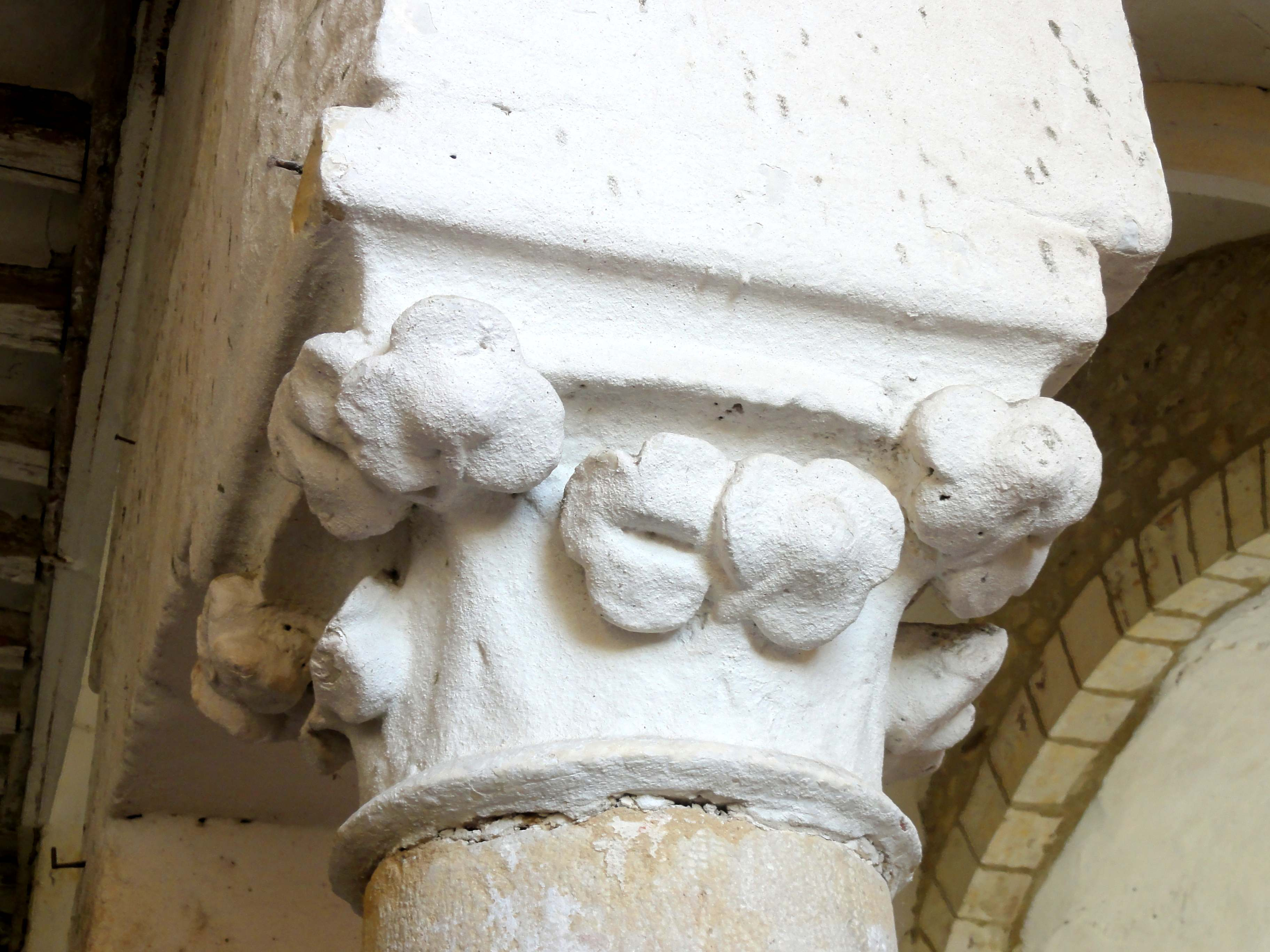
Chapiteau de la colonnette isolée du sud.
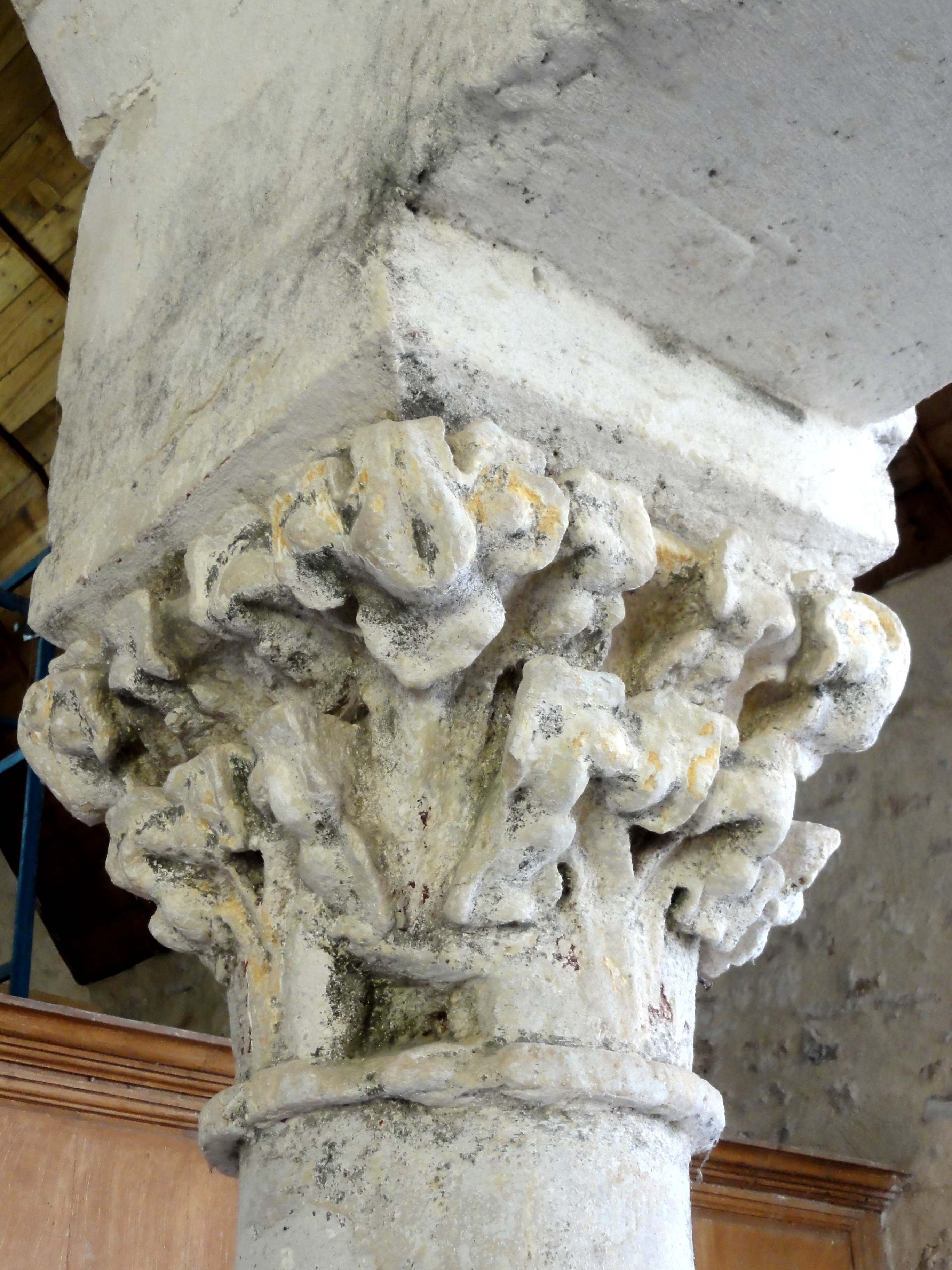
Chapiteau de la colonnette isolée du nord.
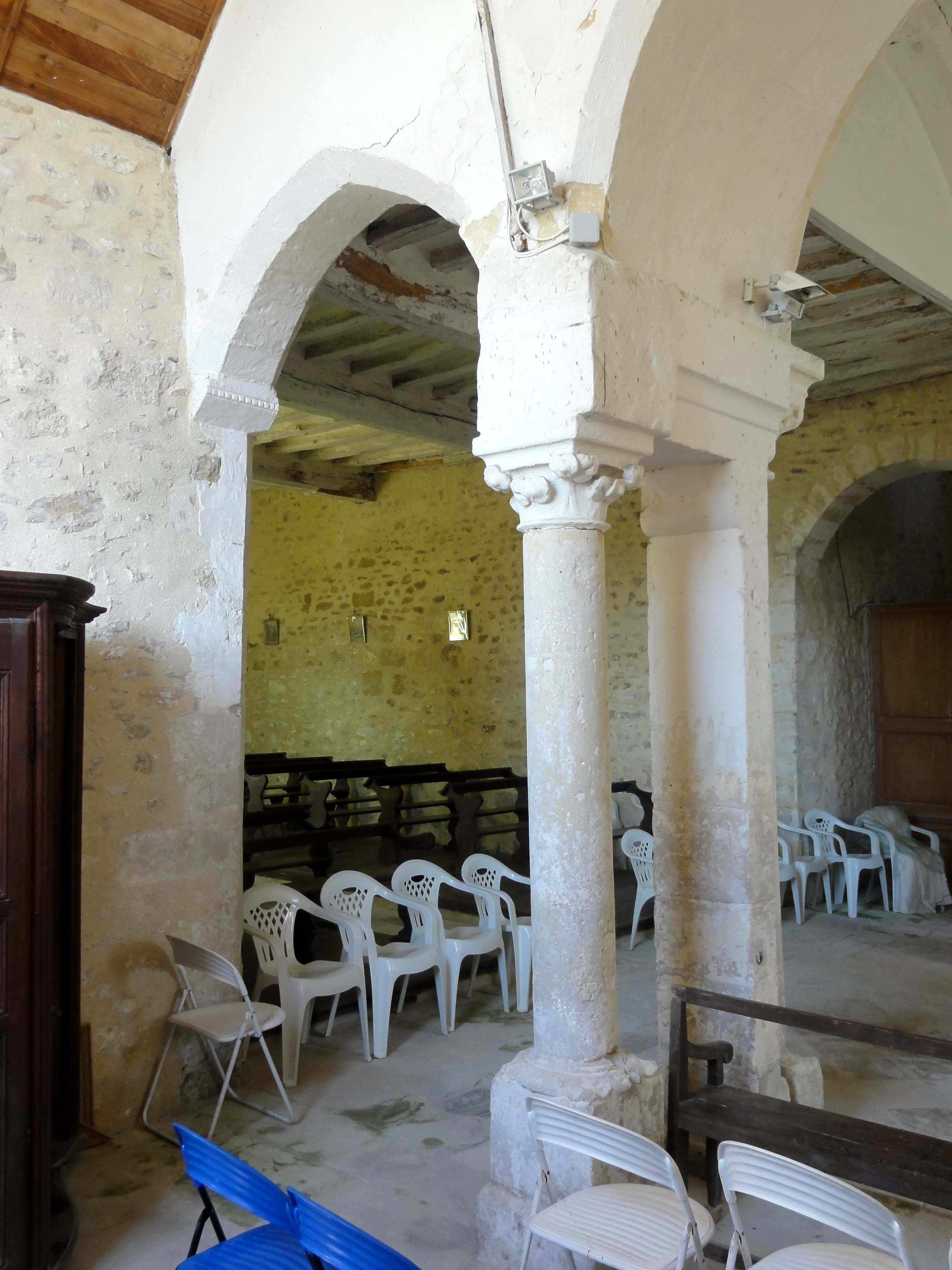
Croisillon sud, vue vers le nord-ouest.
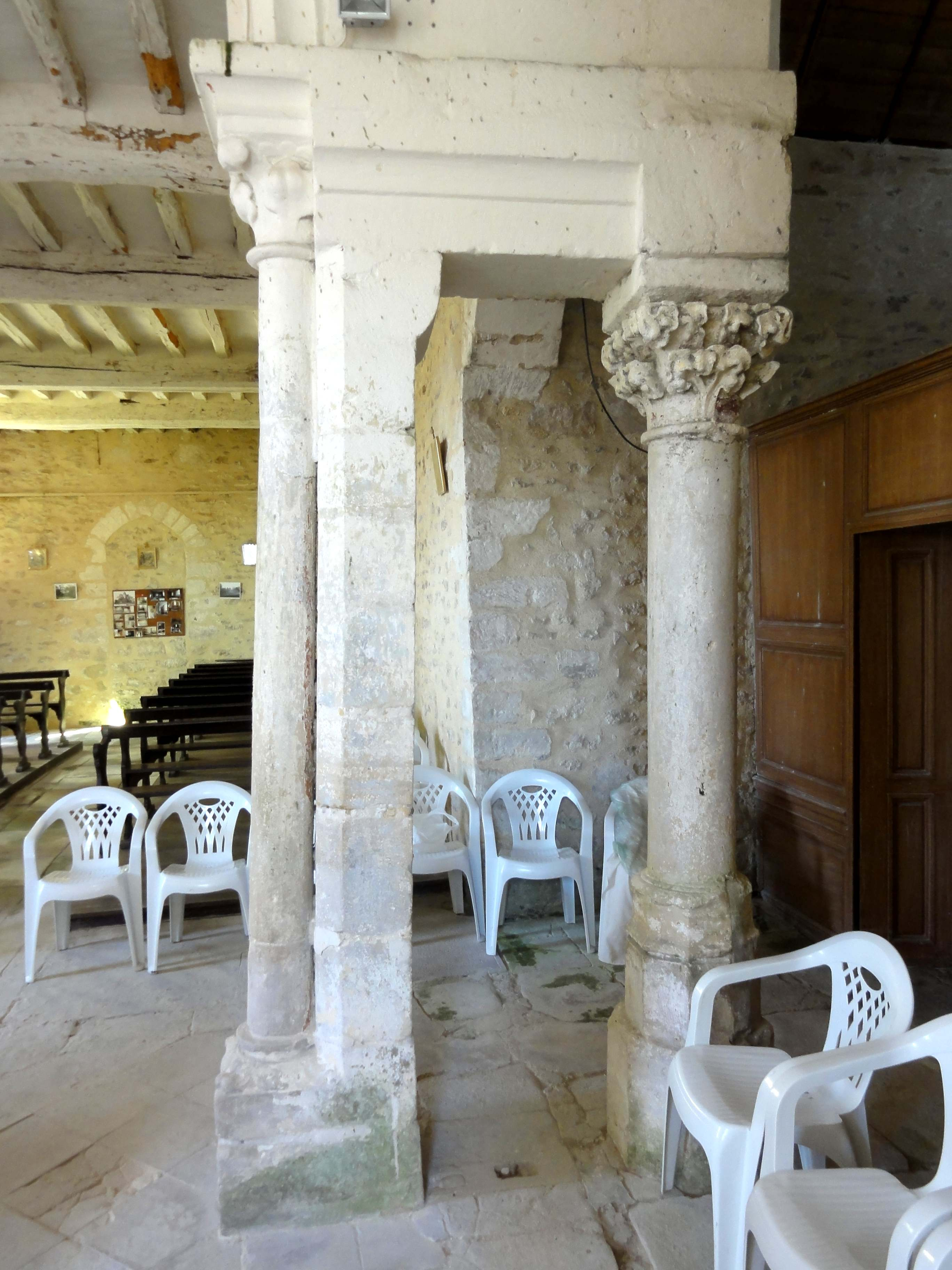
Colonnettes du passage entre nef et croisillon nord.
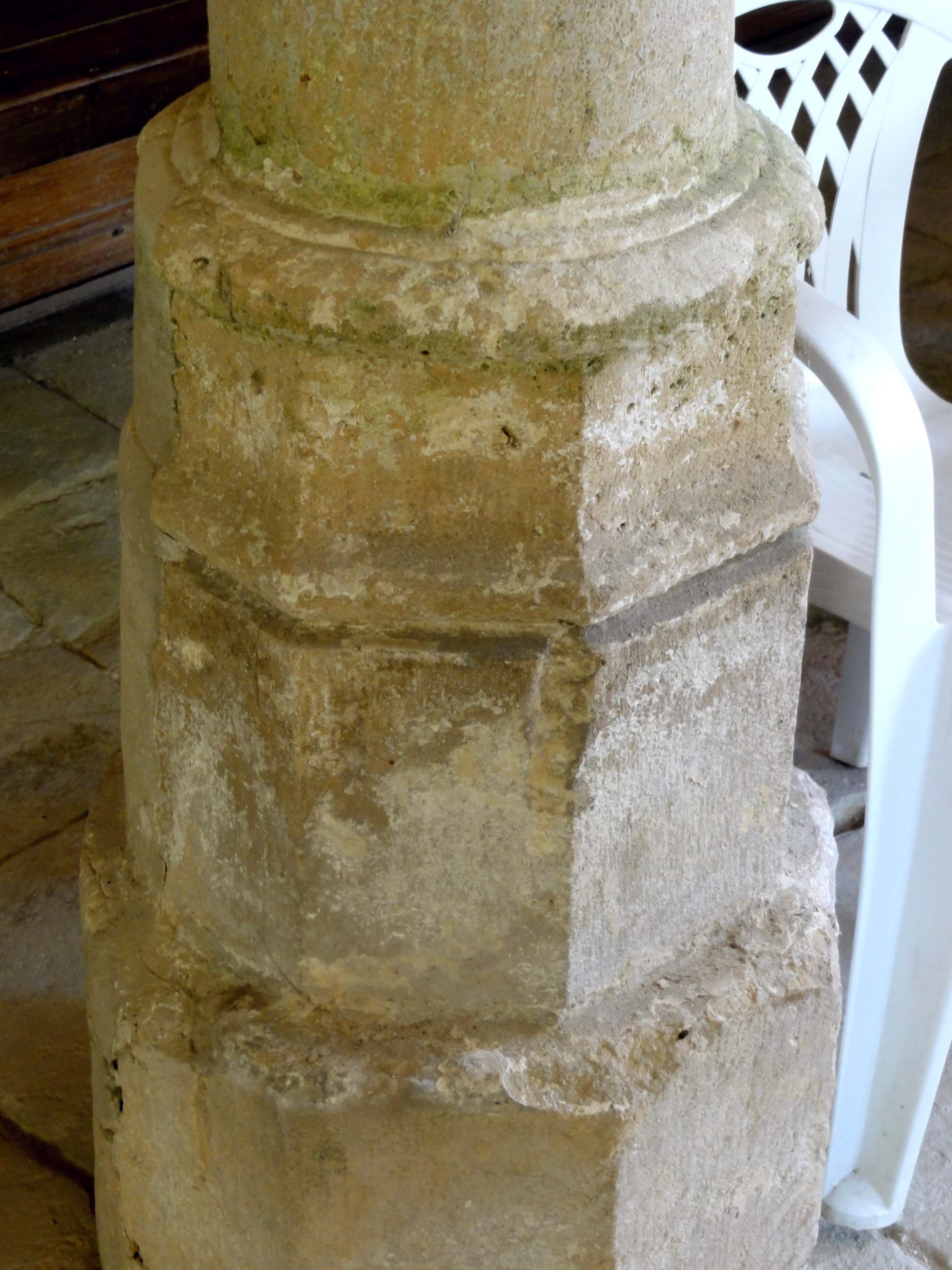
Base de la colonnette isolée du nord.
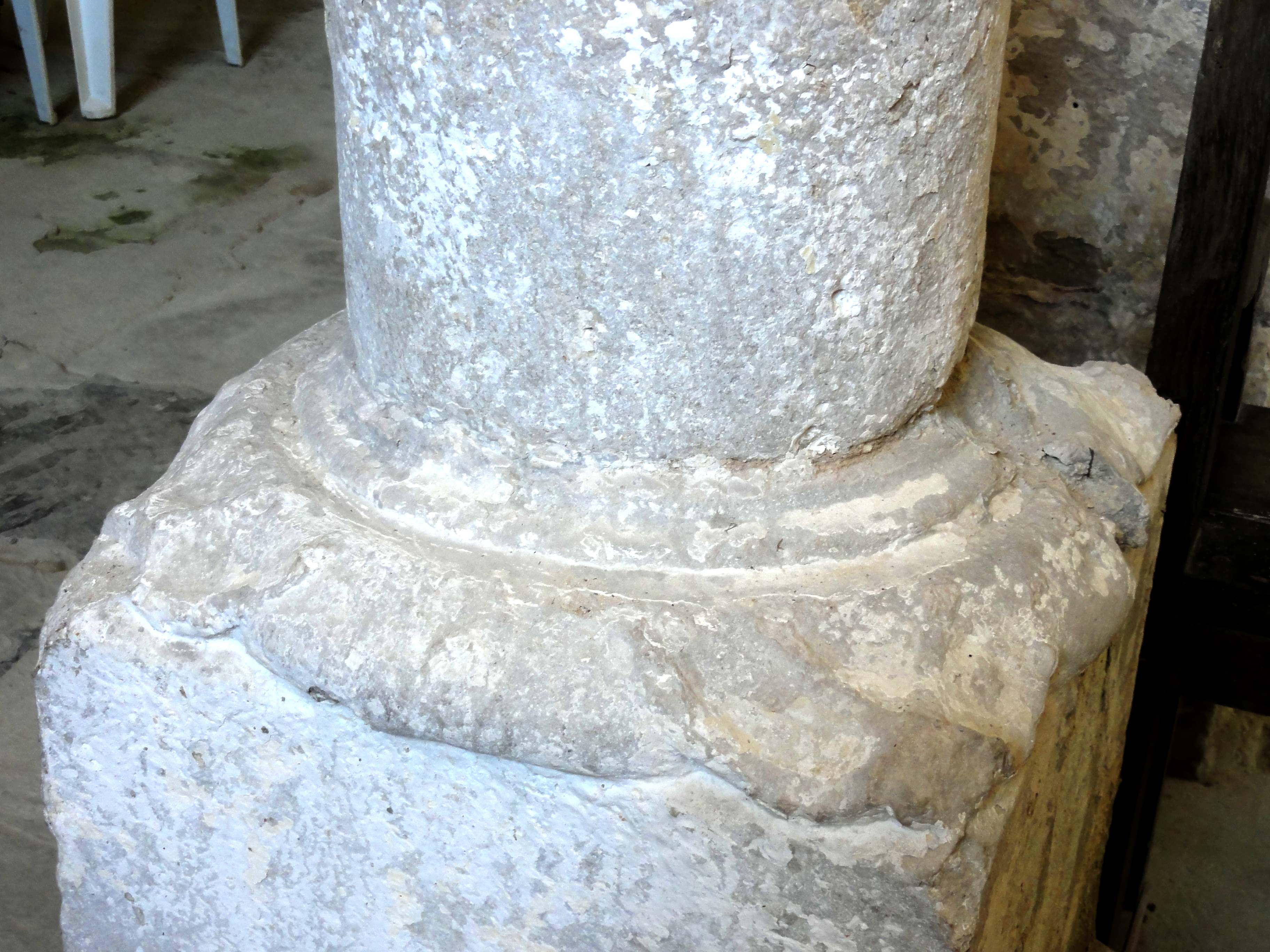
Base de la colonnette isolée du sud.

### Extérieur

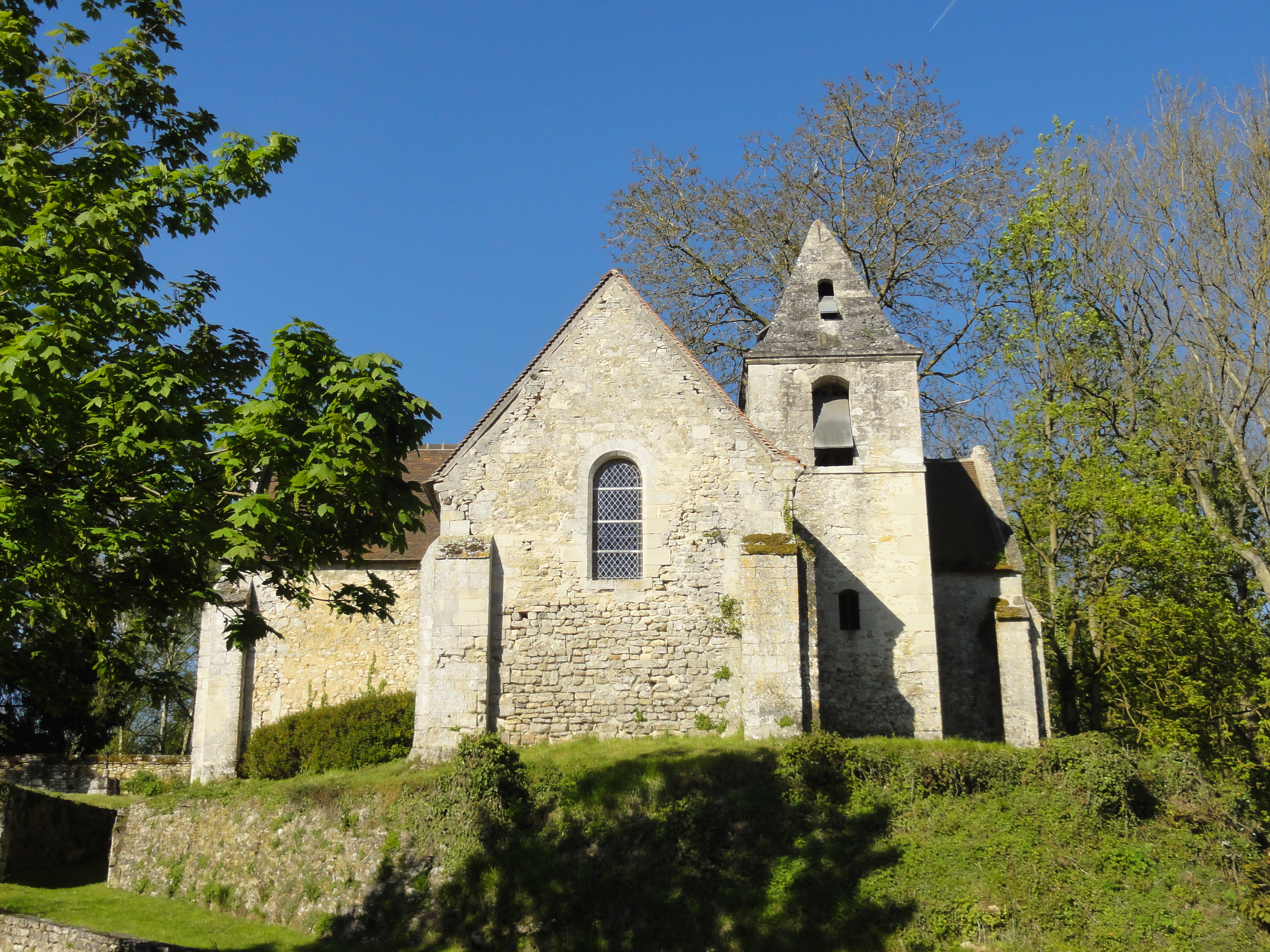
Vue depuis l'est.

Les élévations extérieures révèlent directement le plan cruciforme de l'église, et des croisillons plus profonds que le chœur. Les fenêtres aux extrémités des croisillons et au chevet empiètent sur les pignons, et trahissent un édifice non voûté d'ogives, car les voûtes d'ogives sont toujours entièrement comprises entre les murs gouttereaux. Au niveau des croisillons, leur hauteur est par ailleurs inférieure à la largeur des murs d'extrémité, ce qui indique une faible hauteur de l'espace intérieur, et l'absence d'un caractère élancé, comme il est habituellement propre aux édifices de style gothique rayonnant. L'appareil en petits moellons irréguliers noyés dans un mortier traduit l'économie des moyens. En même temps, la régularité des différentes parties de l'église, sans traces de reprises nettement perceptibles ; l'homogénéité relativement grande des croisillons et du chœur, qu'un siècle et demi pourtant séparent ; et les proportions harmonieuses se remarquent favorablement. Les pourtours des fenêtres et les contreforts sont bâtis en pierre de taille.
Les angles du chœur et des croisillons sont flanqués de deux contreforts orthogonaux sans scansion horizontale. Les contreforts romans du chœur sont plats, assez larges, et amortis par un court glacis, quatre assises en dessous de la couronne des murs gouttereaux, soit à la retombée des voûtes, ce qui est caractéristique des édifices romans. Les contreforts gothiques des croisillons sont moins larges, mais plus saillants, et se rapprochent davantage de la corniche. Ils sont terminés par un glacis formant larmier. La limite des allèges est marquée par un larmier, comme c'est la règle à partir des années 1220 environ. Le larmier manque toutefois sur les murs latéraux des croisillons, qui n'ont apparemment jamais été pourvus de fenêtres. Sur le mur oriental du croisillon sud, une rupture verticale dans l'appareil permet de différencier le mur oriental de la nef, avant le voûtement de l'avant-chœur, et le mur du croisillon rajouté ultérieurement. La nef n'appelle aucune remarque. Le clocher carré est dépourvu de contreforts, et se divise en deux niveaux séparés par un bandeau plat. Le premier niveau est plus élevé que le second, qui correspond à l'étage de beffroi. Les ouvertures ont été pratiquées avec parcimonie, à raison d'une petite baie en anse de panier au rez-de-chaussée, côté est, et une baie en anse de panier plus grande dans chacune des faces de l'étage de beffroi. Ces baies ne sont pas décorées, et la corniche est une simple tablette biseautée. D'une manière atypique pour l'époque moderne, le toit est une pyramide en pierre, comme sur les clochers romans les plus anciens, tels que Pontpoint et Rhuis. Chaque face de la pyramide est toutefois percée d'une baie abat-son supplémentaire, également en anse de panier, sans lucarne.

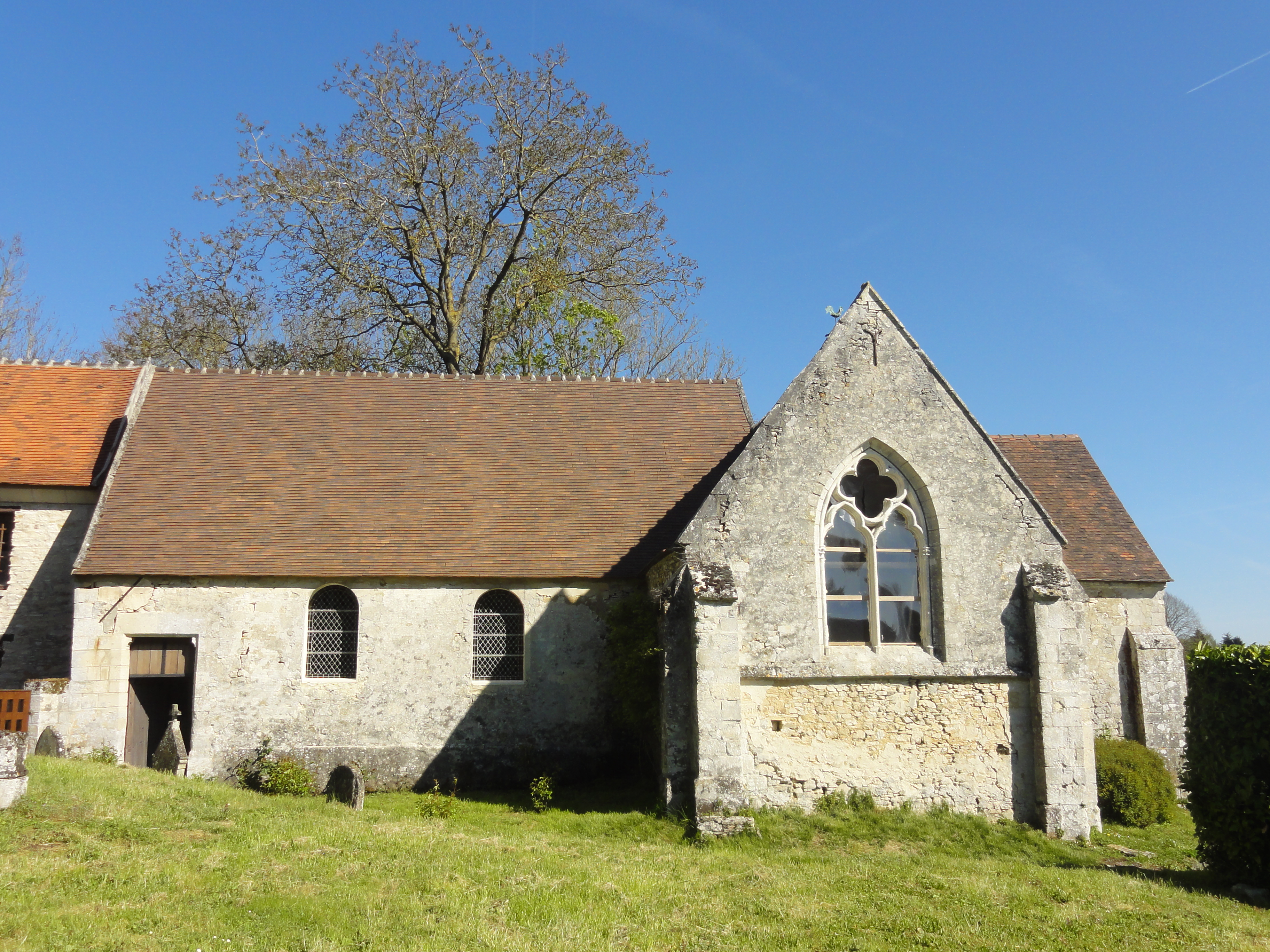
Vue depuis le sud.
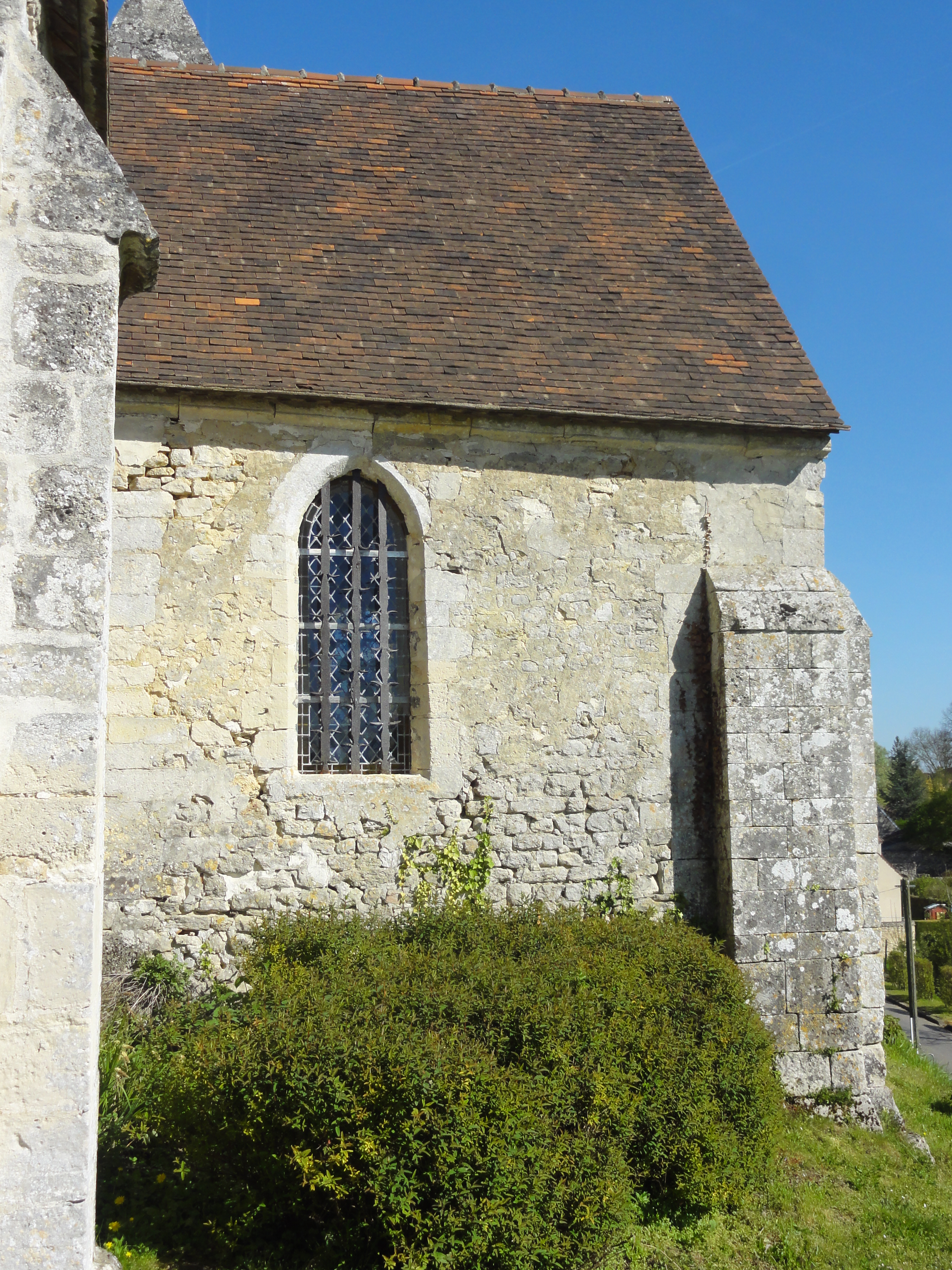
Chœur, côté sud.
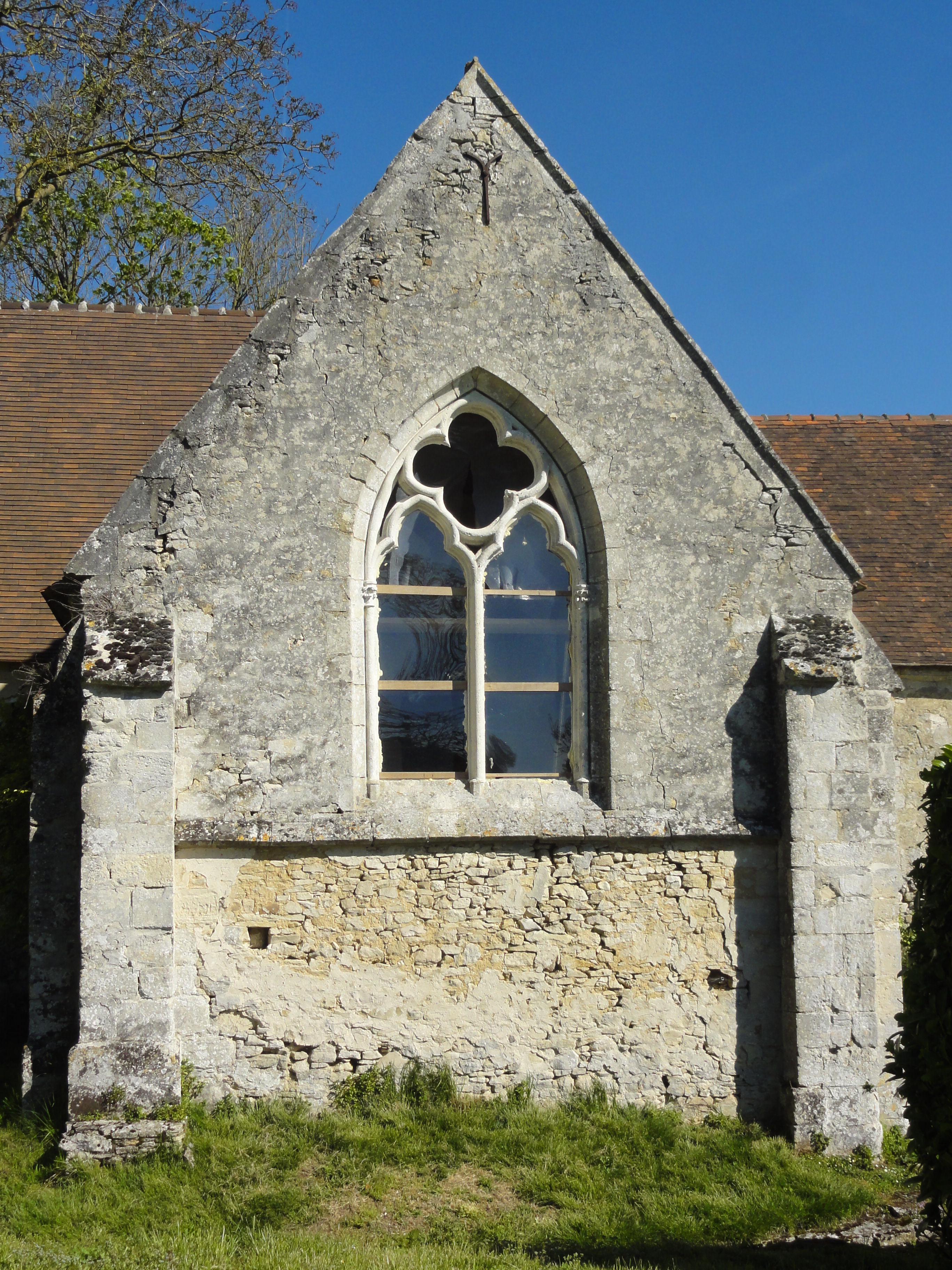
Croisillon sud.
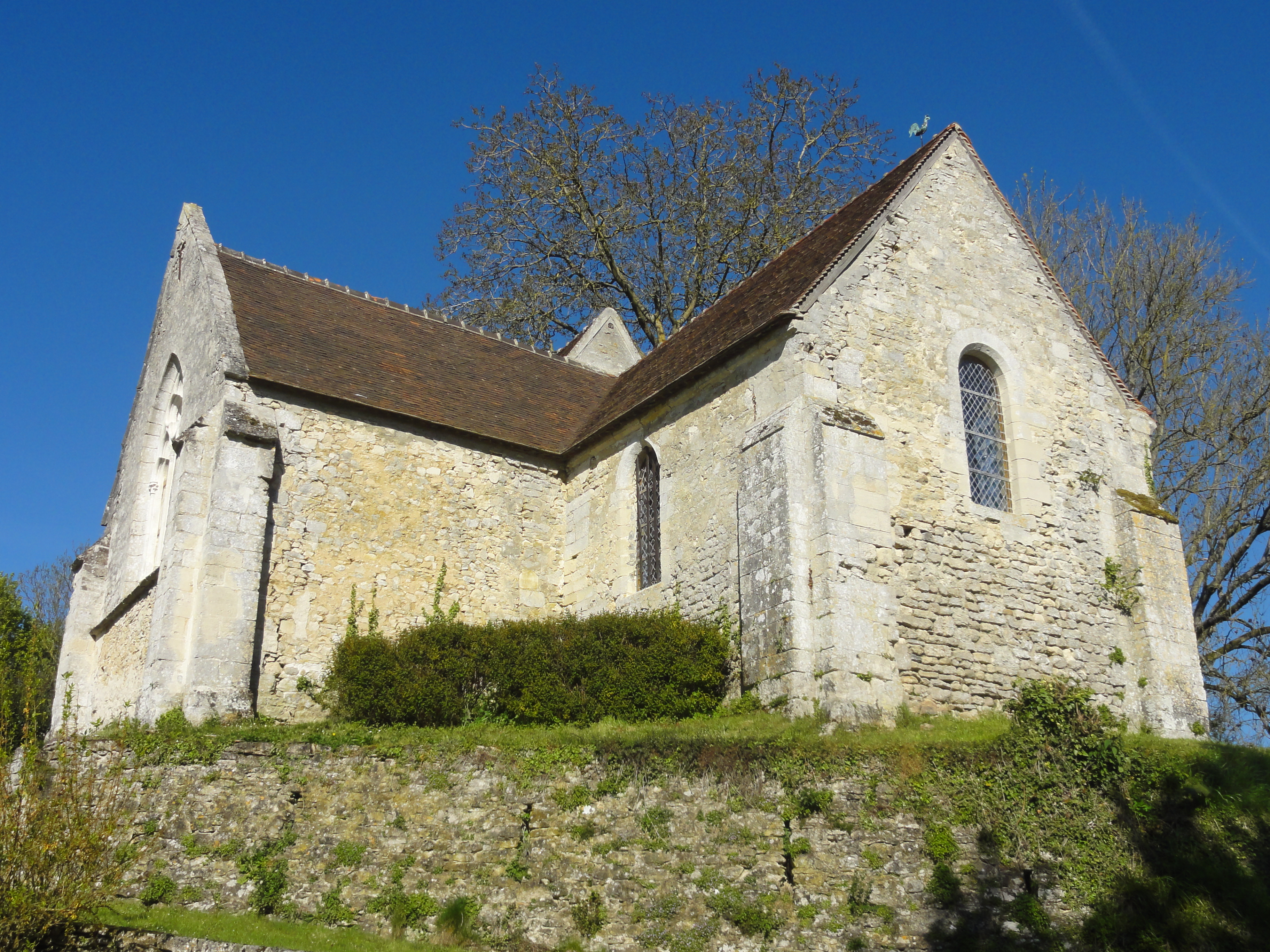
Vue depuis le sud-est.

## Mobilier
Parmi le mobilier de l'église, deux éléments sont classés monuments historiques au titre objet depuis novembre 1912. Il s'agit d'œuvres de sculpture actuellement exposées au musée de l'Archerie et du Valois au château de Crépy-en-Valois. La statuette de la Vierge à l'Enfant, en bois de chêne teinté et ciré, mesure 84 cm de hauteur, et date du milieu du XIVe siècle. Elle a bénéficié récemment d'une restauration. Le bras droit de la Mère manque. Le groupe sculpté représentant une Pietà ou Vierge de Pitié est en terre cuite, et est assemblée de deux éléments moulés, à l'intérieur creux. Il mesure seulement 42 cm de hauteur, et date de la seconde moitié du XVIe siècle. L'œuvre est attribuée à l'atelier de Germain Pilon. Parmi les autres éléments du mobilier, l'on peut signaler l'autel en pierre du XIIIe siècle, « formé de deux colonnettes antérieures et d'une tablette dont la tranche montre encore un reste de coloration naïve » (Eugène Müller). Deux pierres tombales sans grand caractère sont scellées dans le sol de la nef, devant l'entrée du croisillon nord. L'une appartient aux enfants de la famille Lérignier, Louis, Lucien et Flore, morts tous les trois avant d'avoir atteint l'âge adulte, dans un délai d'un an et demi entre mars 1833 et novembre 1834. L'autre entretient le souvenir d'un curé de Bray : « D.O.M. Vis a vis cette croix repose en paix le corp de maître Charles Tirlet maître ès arts de l'université de Paris amy sincère, vray parent, pasteur désintéressé il gouverna avec zèle et fidification pendant quarante-et-un ans trois mois le troupeau chéri à qui il étoit cher. Il rendit son âme à son créateur pleuré des uns, regretté des autres âgé de soixante-nœuf ans II mois le 29 janvier 1755. Recquiescat in pace ».

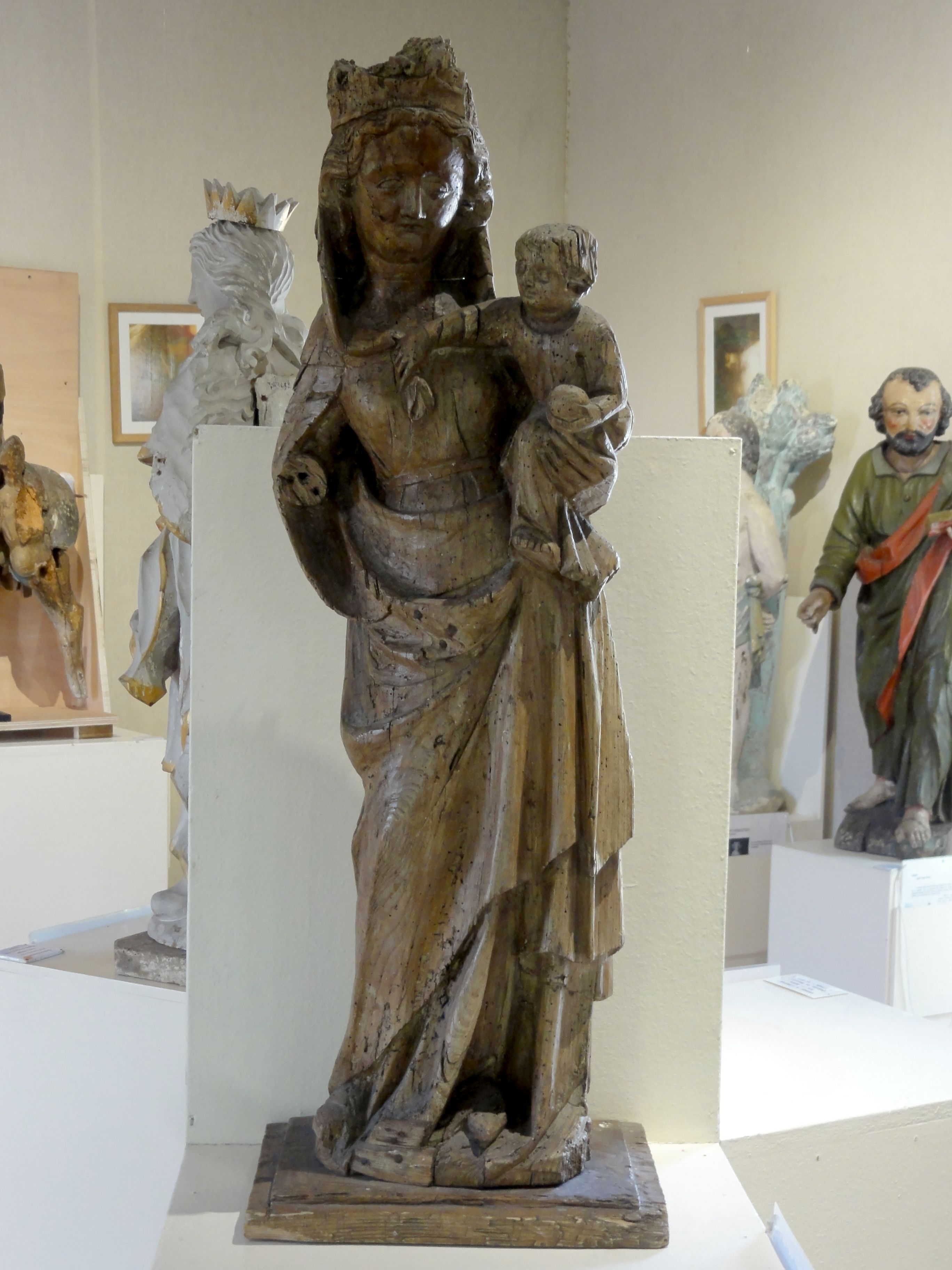
Vierge à l'Enfant.
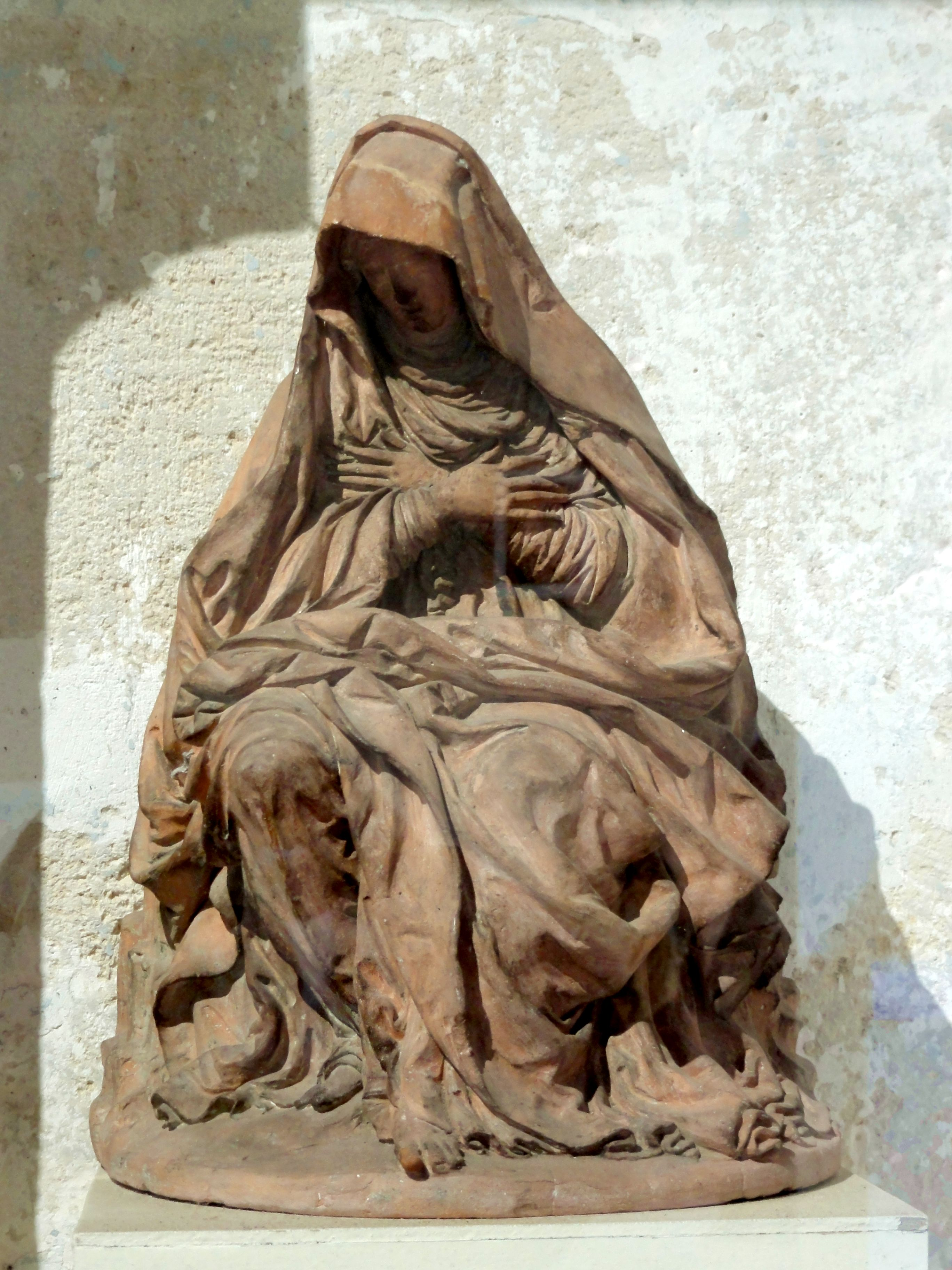
Pietà en terre cuite.
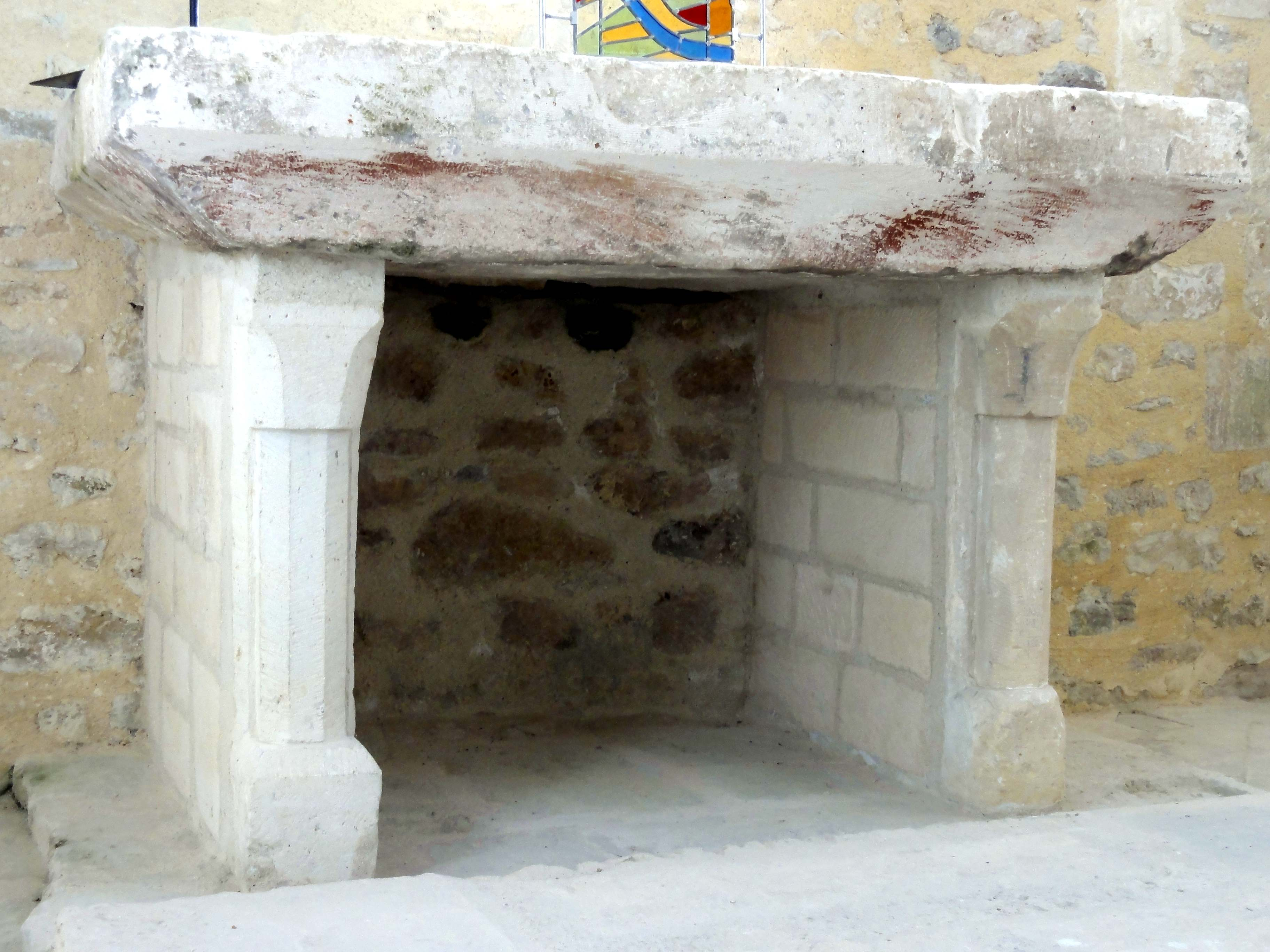
Autel du chevet.
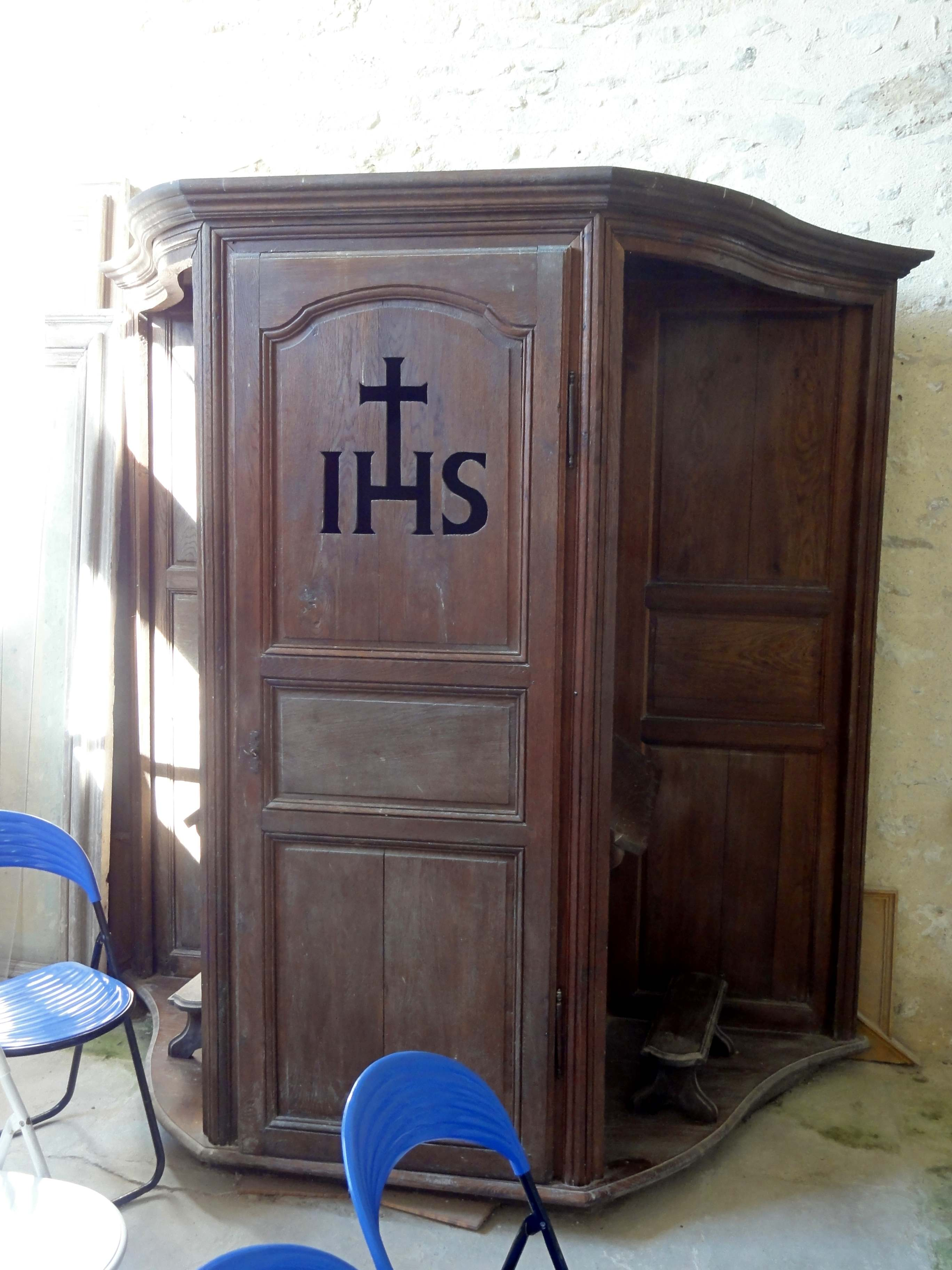
Confessionnal.
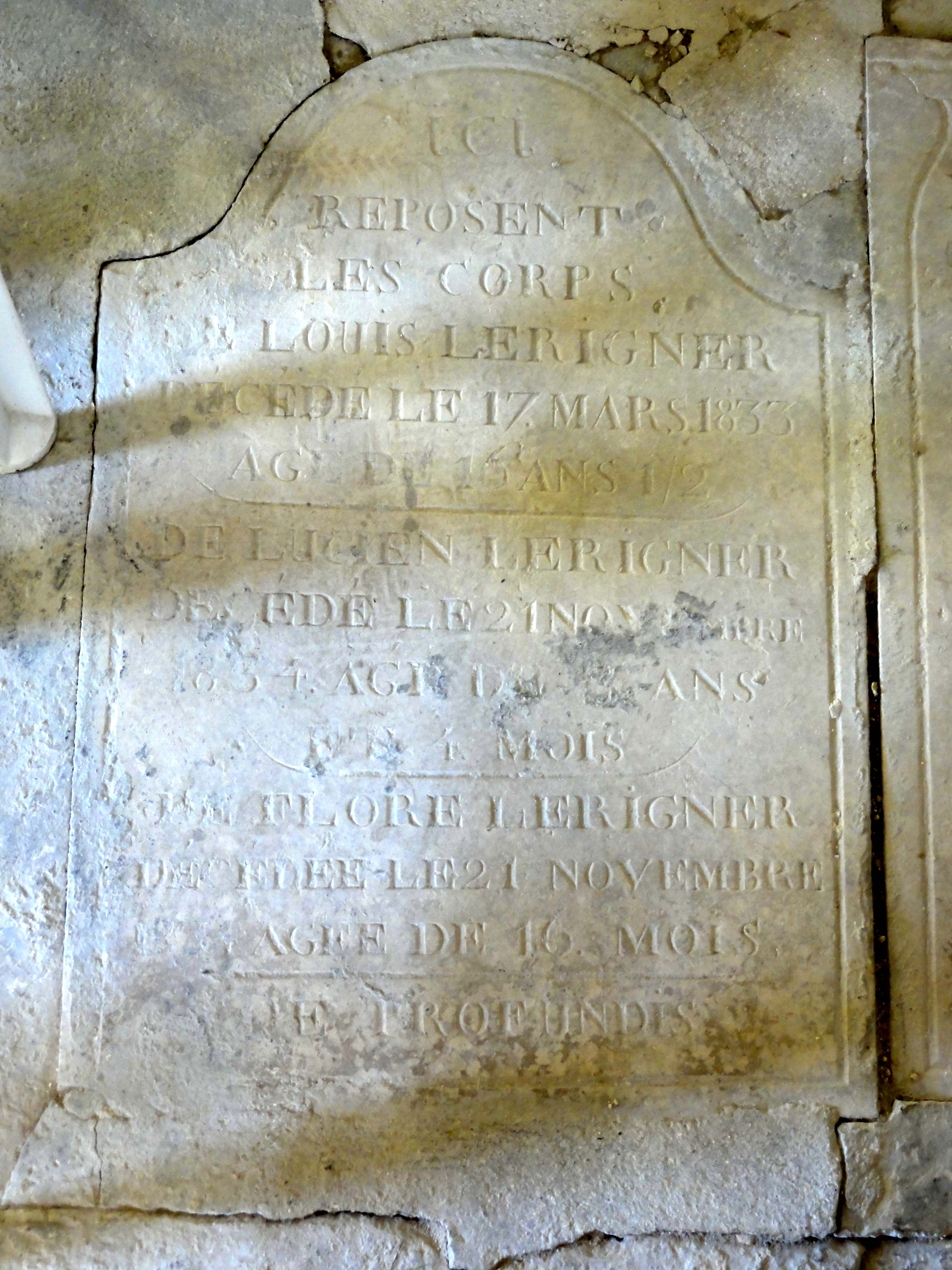
Dalle funéraire de Louis, Lucien et Flore Lérigner.
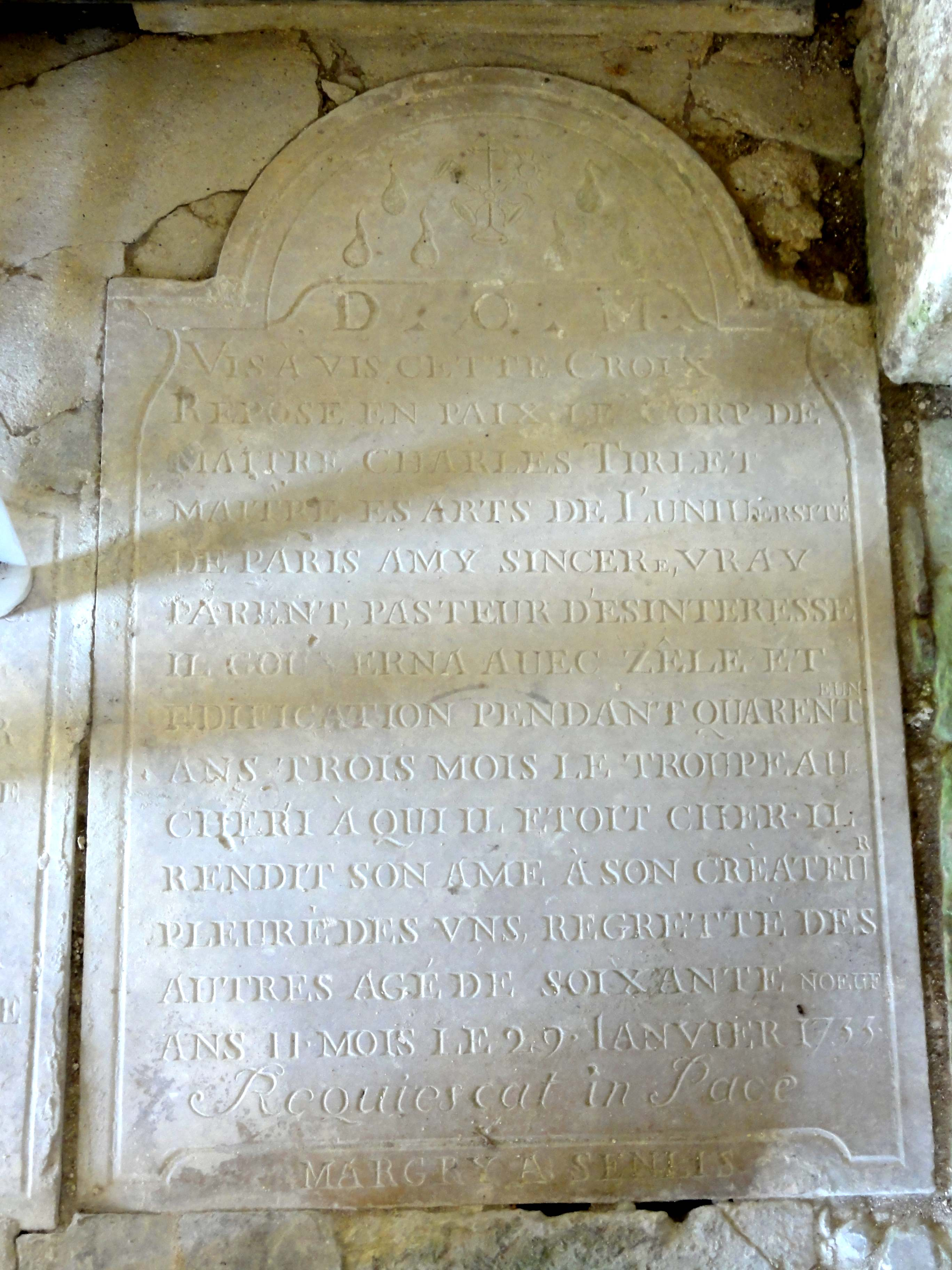
Dalle funéraire de Charles Tirlet, curé de Bray.